# Delitzsch

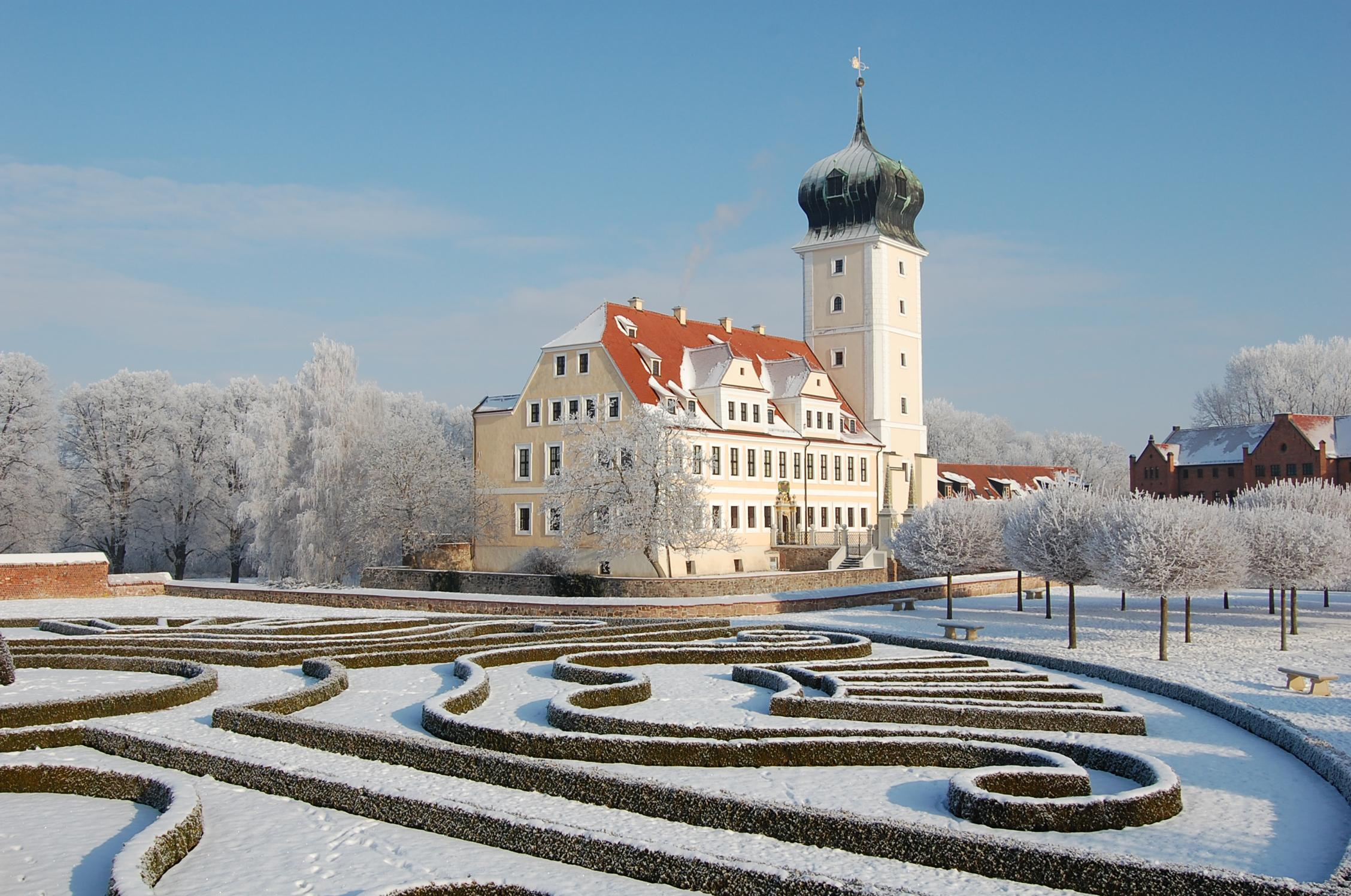
Wahrzeichen der Stadt: Barockschloss mit Barockgarten

Delitzsch ([ˈdeːlɪtʃ], aus altsorbisch děľc oder delč für „Hügel“) ist eine Große Kreisstadt und ein Mittelzentrum im Nordwesten des Freistaates Sachsen. Sie ist nach der Einwohnerzahl die größte Stadt im Landkreis Nordsachsen und nach Leipzig, Halle und Merseburg viertgrößte Stadt im Ballungsraum Leipzig-Halle.
Archäologische Spuren auf dem Stadtgebiet deuten auf eine bäuerliche Besiedlung in der Jungsteinzeit hin. Delitzsch wurde wohl 1207 erstmals erwähnt. Im 17./18. Jahrhundert war die Stadt Witwen- und Reisesitz des Herzogtums Sachsen-Merseburg. Vom Wohlstand im Spätmittelalter und der Frühen Neuzeit zeugt vor allem die gut erhaltene und durch verschiedene architektonische Epochen geprägte Altstadt mit dem Barockschloss, der Stadtbefestigung, ihren Plätzen, Bürger- und Patrizierhäusern und Stadttürmen.
Das Stadtgebiet der Mittelstadt und ihre Umgebung sind von ausgedehnten Gewässer-, Wander- und Radwegnetzen sowie Naturschutzgebieten geprägt.

## Geographie

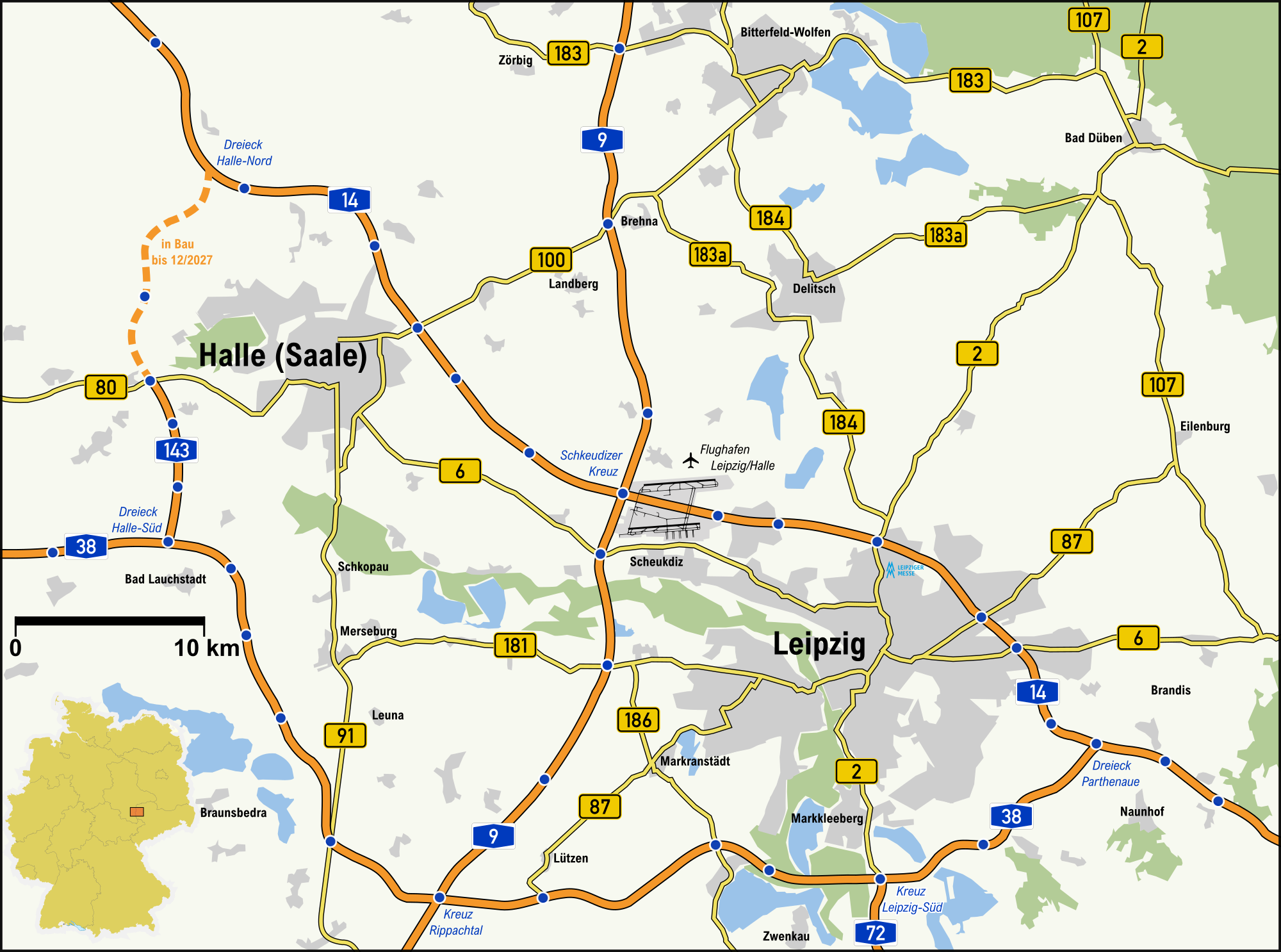
Delitzsch im Großraum Leipzig-Halle

### Lage und Umgebung

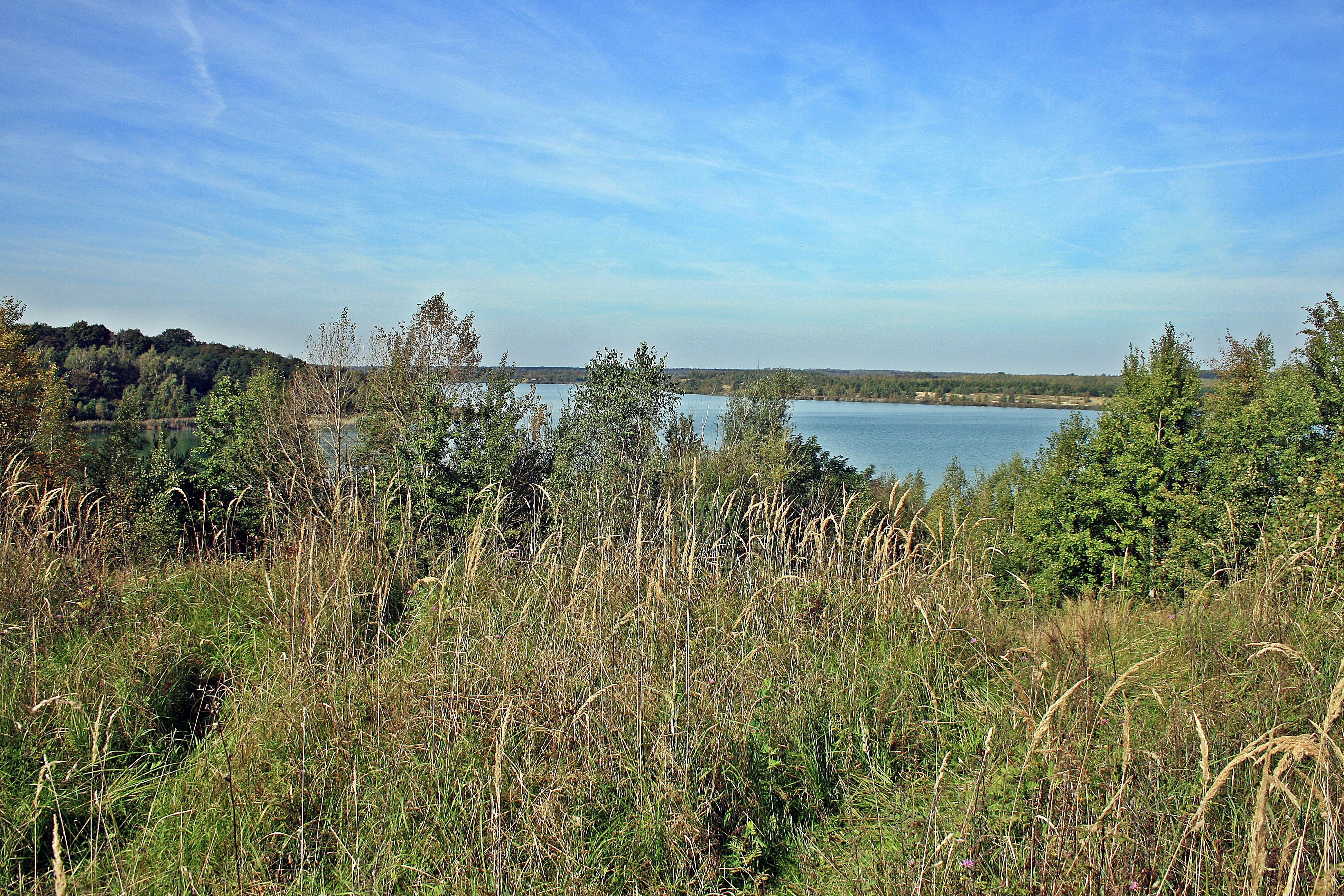
Neuhäuser See

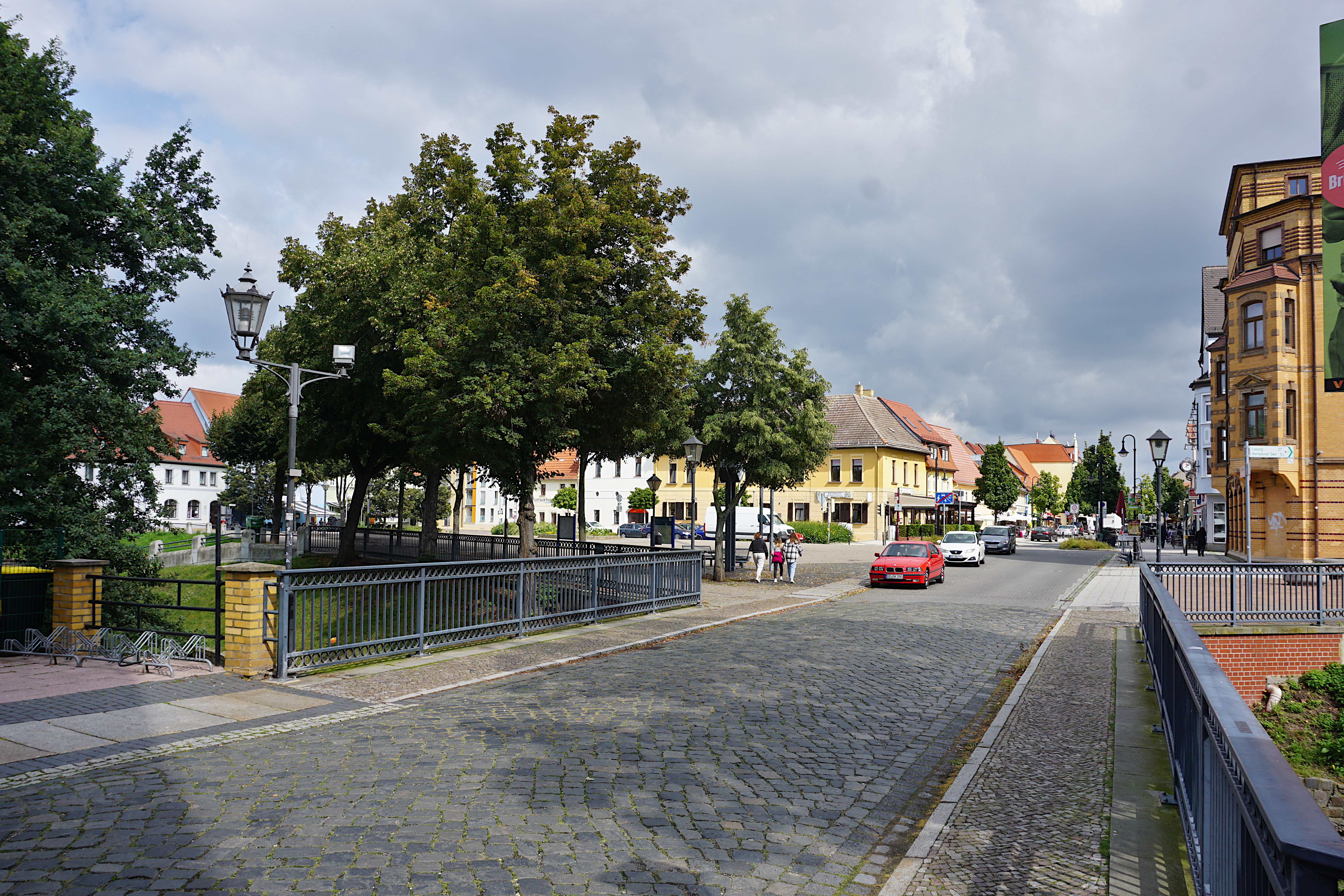
Straßenpartie in Delitzsch

Delitzsch liegt an der sächsischen Nordgrenze zu Sachsen-Anhalt auf einer Höhe von 94 m ü. NN. Die Stadt bildet als Mittelzentrum im ländlichen Raum sowohl den nordwestlichsten Rand des Landkreises Nordsachsen als auch der Leipziger Tieflandsbucht.
Sie liegt südlich des Bitterfelder Bergbaureviers, nördlich des Leipziger Landes und südwestlich der Dübener Heide. Das nördliche und südliche Stadtgebiet ist von rekultivierten und renaturierten Gebieten, welche aus ehemaligen Tagebauen entstanden, geprägt. So befindet sich nördlich mit dem Neuhäuser, Paupitzscher und Seelhausener See sowie südlich mit dem Werbeliner und Schladitzer See eine ausgeprägte Seenlandschaft, die teilweise unter Naturschutz steht und sowohl zum Mitteldeutschen Seenland als auch zur Seenlandschaft Goitzsche gehört.
Als Bach fließt aus südlicher Richtung der circa 30 Kilometer lange Lober durch Delitzsch, welcher ab Benndorf als weiterführender Lober-Leine-Kanal bei Löbnitz in die Mulde mündet. Das Stadtgebiet misst in der größten Nord-Süd-Ausdehnung 11,5 km und in der Ost-West-Ausdehnung 12,2 km, die Gesamtfläche beträgt 83,57 km².
Im Norden beziehungsweise Nordwesten grenzen die Städte Bitterfeld-Wolfen und Sandersdorf-Brehna im zu Sachsen-Anhalt gehörenden Landkreis Anhalt-Bitterfeld sowie die zum Landkreis Nordsachsen gehörenden Gemeinden Löbnitz im Nordosten, Schönwölkau im Osten, Rackwitz im Süden und Neukyhna im Westen an die Gemarkung von Delitzsch. Nachbarstädte sind Leipzig (etwa 20 km südlich), Halle (etwa 30 km westlich), Bitterfeld-Wolfen (etwa 15 km nördlich), Bad Düben (etwa 20 km nordöstlich) und Eilenburg (etwa 25 km südöstlich).

### Flächennutzung
Bis auf die Kernstadt und ihre unmittelbar angrenzenden Ortsteile ist der Delitzscher Raum eher ländlich geprägt. So werden rund 60 Prozent (5050 Hektar) der 8357 Hektar großen städtischen Fläche landwirtschaftlich genutzt. Hauptsächlich angebaut werden Weizen, Gerste, Raps und Zuckerrüben. Etwa zehn Prozent (853 Hektar) entfallen auf Wald- und ein Prozent (92 Hektar) auf Wasserflächen.
Von den circa sechzehn Prozent (1376 Hektar) Siedlungs- und Verkehrsfläche sind 783 Hektar Gebäude- und Freiflächen, 75 Hektar Betriebsflächen (ohne Abbauland), 108 Hektar Erholungsflächen, 16 Hektar Friedhofsflächen und 394 Hektar Verkehrsflächen.

### Geologie
Die Stadt und ihre Ortsteile liegen auf Gesteinsschichten aus dem Zeitalter des Tertiärs. Als sich das Erzgebirge und das Vogtland erhoben, bildete sich als Ausgleich eine flache Ebene, in der sich Verwitterungsmaterial der Gebirge ablagerte. In diesem Zusammenhang entstand auf dem heutigen Gebiet der westlichen Altstadt eine Bodenerhebung als eiszeitlicher Sandrücken inmitten der alten Loberaue. Organisches Material wurde durch Moorbildung und Überflutungen überlagert und bildete in darauf folgender Zeit Sedimentschichten. Aus diesen Überlagerungen bildete sich Braunkohle, überdeckt von Parabraunerde aus Löss beziehungsweise Sandlöss.
Die Höhenlage variiert im Stadtgebiet um etwa 24 Meter, wobei die höheren Teile im Süden und die tieferen im Norden der Stadt liegen. Sie reicht von 78 m ü. NN am tiefsten Punkt dem Neuhäuser See bei Benndorf bis zu 102 m ü. NN an der Lober bei Brodau, der höchsten natürlichen Lage im Stadtgebiet.
Unterhalb einer etwa 1.000 Quadratmeter großen Fläche westlich des Ortsteils Storkwitz befindet sich das bisher einzige Seltene-Erden-Vorkommen Mitteleuropas. Entdeckt worden ist dieses von Geologen bereits in den 1980er Jahren bei Explorationsarbeiten auf Uran. Durch Bestätigungsbohrungen von April bis Juli 2012 konnten die bisherigen Ressourcenschätzungen bis zu einer Tiefe von 600 Metern nachgewiesen werden. So handelt es sich um eine Ressource von 4,4 Millionen Tonnen Erz mit 20.100 Tonnen Seltenerd-Oxid bei Gehalten von 0,45 Prozent. Zusätzlich dazu wurden über 4.000 Tonnen des Metalls Niob attestiert.

### Stadtgliederung
Das Stadtgebiet von Delitzsch ist in die Kernstadt und 15 Ortsteile gegliedert. Zur Kernstadt gehört neben der historischen Altstadt auch die Neustadt, welche den historischen Stadtkern voll umschließt, jedoch ihre größte Ausdehnung östlich der Altstadt hat. Bei den Ortsteilen handelt es sich teilweise um ehemals selbstständige Gemeinden, die im Laufe diverser Gebietsreformen nach Delitzsch eingegliedert wurden, teilweise aber auch um neue Ortsteile, die als Wohngebiete gegründet wurden. Einige Ortsteile haben darüber hinaus räumlich getrennte Siedlungen (Wohnplätze) mit eigenem Namen.
| Ortsteil                                  | Fläche km² | Einwohner am 31. Januar 2018 (nur Hauptwohnsitze) | Dichte EW/km² | Übersichtsplan                 |
| ----------------------------------------- | ---------- | ------------------------------------------------- | ------------- | ------------------------------ |
| Kernstadt mit Gertitz, Kertitz und Werben | 38,04      | 20.657                                            | 543           | Übersichtsplan vom Stadtgebiet |
| Beerendorf                                | 2,38       | 596                                               | 250           | Übersichtsplan vom Stadtgebiet |
| Benndorf                                  | 3,62       | 382                                               | 106           | Übersichtsplan vom Stadtgebiet |
| Brodau                                    | 3,16       | 303                                               | 96            | Übersichtsplan vom Stadtgebiet |
| Döbernitz                                 | 1,17       | 787                                               | 673           | Übersichtsplan vom Stadtgebiet |
| Laue                                      | 5,22       | 194                                               | 37            | Übersichtsplan vom Stadtgebiet |
| Poßdorf                                   | 7,78       | 59                                                | 8             | Übersichtsplan vom Stadtgebiet |
| Rödgen                                    | 4,12       | 243                                               | 59            | Übersichtsplan vom Stadtgebiet |
| Schenkenberg                              | 2,43       | 821                                               | 338           | Übersichtsplan vom Stadtgebiet |
| Selben                                    | 3,33       | 689                                               | 207           | Übersichtsplan vom Stadtgebiet |
| Spröda                                    | 6,42       | 270                                               | 42            | Übersichtsplan vom Stadtgebiet |
| Storkwitz                                 | 3,59       | 152                                               | 42            | Übersichtsplan vom Stadtgebiet |
| Zschepen                                  | 2,31       | 409                                               | 177           | Übersichtsplan vom Stadtgebiet |
| Insgesamt                                 | 83,57      | 25.562                                            | 306           | Übersichtsplan vom Stadtgebiet |

Die Kernstadt und die Ortsteile Döbernitz, Gertitz, Kertitz, Schenkenberg, Werben, sowie Teile von Beerendorf sind baulich überwiegend zusammengewachsen und formen die ausgedehnten Wohn- und Gewerbegebiete der Stadt. Die verbleibenden Ortsteile sind eher ländlich geprägt und überwiegend dünn besiedelt, nehmen jedoch den weitaus größten Teil der städtischen Gesamtfläche ein.

### Klima
Delitzsch liegt in der gemäßigten Klimazone, im Übergangsbereich vom Seeklima aus Westeuropa zum Kontinentalklima aus Osteuropa. Die durchschnittliche Jahrestemperatur beträgt 8,8 Grad Celsius, die jährliche Niederschlagsmenge liegt bei 512 Millimeter. Die wärmsten Monate sind Juli mit 17,9 und August mit 17,7 °C, die kältesten Januar und Februar mit etwa 0 Grad Celsius Durchschnittstemperatur. Der meiste Niederschlag fällt in den Sommermonaten Juni bis August mit einem Spitzenwert von 61,9 mm im Juni. Im Februar fällt der geringste Niederschlag mit 30,2 mm, in den anderen Wintermonaten liegt er bei etwa durchschnittlich 36,4 mm. Die Zahl der durchschnittlichen Sonnenstunden pro Tag schwankt zwischen einer (November/Dezember/Januar) und sieben Stunden (Juni/Juli).
Das Delitzscher Stadtgebiet liegt häufig, bedingt durch westliche Winde, im erweiterten Regenschatten des Harzes. Dieser Umstand begünstigt unter anderem eine durchschnittliche Anzahl von 1800 bis 2000 Sonnenstunden pro Jahr, wodurch die Stadt regelmäßig zu den sonnenreichsten Orten Sachsens gehört. Eine nennbare Beeinflussung des städtischen Mikroklimas durch die seit den 1990er/2000er Jahren entstandene, die Stadt umgebende Seenlandschaft, konnte bisher nicht wissenschaftlich und statistisch nachgewiesen werden. Eine Wetterstation der Meteomedia AG befindet sich am Tiergarten, die Nächste des DWD am Flughafen Leipzig-Halle.
|                        | Jan  | Feb  | Mär  | Apr  | Mai  | Jun  | Jul  | Aug  | Sep  | Okt  | Nov  | Dez  |   |      |
| Mittl. Temperatur (°C) | −0,4 | 0,3  | 3,8  | 8,0  | 12,9 | 16,2 | 17,9 | 17,7 | 14,2 | 9,6  | 4,5  | 1,0  | ⌀ | 8,9  |
| Mittl. Tagesmax. (°C)  | 2    | 4    | 8    | 13   | 18   | 22   | 24   | 23   | 20   | 14   | 7    | 3    | ⌀ | 13,2 |
| Mittl. Tagesmin. (°C)  | −3   | −2   | 0    | 4    | 8    | 11   | 13   | 13   | 10   | 6    | 2    | −2   | ⌀ | 5    |
|                        |      |      |      |      |      |      |      |      |      |      |      |      |   |      |
| Niederschlag (mm)      | 32,4 | 30,2 | 33,7 | 43,1 | 49,2 | 61,9 | 47,3 | 59,0 | 43,9 | 34,4 | 37,3 | 39,6 | Σ | 512  |
|                        |      |      |      |      |      |      |      |      |      |      |      |      |   |      |
| Sonnenstunden (h/d)    | 1    | 2    | 3    | 5    | 6    | 7    | 7    | 6    | 5    | 3    | 1    | 1    | ⌀ | 3,9  |

| −3 |

| −2 |

| 0 |

| 4 |

| 8 |

| 11 |

| 13 |

| 13 |

| 10 |

| 6 |

| 2 |

| −2 |

| −3 |

| −2 |

| 0 |

| 4 |

| 8 |

| 11 |

| 13 |

| 13 |

| 10 |

| 6 |

| 2 |

| −2 |

| N i e d e r s c h l a g | 32,4 | 30,2 | 33,7 | 43,1 | 49,2 | 61,9 | 47,3 | 59,0 | 43,9 | 34,4 | 37,3 | 39,6 |
|                         | Jan  | Feb  | Mär  | Apr  | Mai  | Jun  | Jul  | Aug  | Sep  | Okt  | Nov  | Dez  |

## Geschichte

### Frühgeschichte und erste Besiedlung
Die ältesten Spuren menschlicher Besiedlung im Raum Delitzsch reichen bis in die Steinzeit zurück. Der älteste Überrest aus dieser Zeit ist das Fragment eines Idols aus der Zeit von 5100 v. Chr., das einer frühbäuerlichen Kultur entstammt und im August 2003 bei Ausgrabungen am Ortsausgang des benachbarten Zschernitz gefunden wurde. Die Funde in der Delitzscher Gemarkung beginnen mit der Jungsteinzeit, einer Periode, in der sich mit dem Übergang zur Sesshaftigkeit dorfähnliche Siedlungen gebildet haben. In der römischen Kaiser- und Völkerwanderungszeit brach die Besiedlung jedoch für einen längeren Zeitraum ab.
Erst ab dem späten 6. Jahrhundert siedelten sich zunächst entlang der Elbe, im Verlauf des 7. und 8. Jahrhunderts auch entlang des westlichen Muldegebiets, slawische Bevölkerungsgruppen an. Delitzsch lag damals im Zentrum eines natürlich begrenzten, etwa 270 Quadratkilometer großen Siedlungsgebietes an der mittleren Mulde, zu dem etwa 100 kleinere weilerartige Siedlungen gehörten. Deren Bewohner bezeichneten sich vermutlich als Siusli. Die Slawen zwischen Saale und Mulde schlossen sich spätestens Ende des 8. Jahrhunderts zu dem Stammesverband der Sorben zusammen. Günstige Geländebedingungen auf einem vom Lober umflossenen Höhensporn und eine von West nach Ost verlaufende Fernhandelsstraße führten im 9. Jahrhundert zur Gründung einer slawischen Burganlage auf dem Gelände des heutigen Schlossgartens.

### Urkundliche Erwähnung und Entwicklung im Mittelalter
Mit der Eingliederung der Gebiete zwischen Saale und Elbe unter den Königen Heinrich I. und Otto I. in das Ostfrankenreich wurde die hölzerne Slawenburg Mitte des 10. Jahrhunderts auf Befehl deutscher Ministerialen durch einen steinernen Burgward ersetzt. Im Schutz dieser erweiterten Burg kam es um 1140/50 zur Gründung einer planmäßig angelegten frühstädtischen Slawensiedlung, die sich über das Gelände der heutigen Ritter-, Halleschen, Schloss- und Mühlstraße sowie über einen Teilabschnitt der Mauergasse erstreckte. Wie man lange annahm, wurde Delitzsch in einer Urkunde König Friedrichs I. vom 20. August 1166 in der Namensform Dielce zum ersten Mal erwähnt. Doch dann gelang im Jahre 2014 dem Historiker Eckhart Leisering der Nachweis, dass es sich dabei um eine falsche Zuschreibung handelt und seitdem gilt 1207 als Jahr der Ersterwähnung der Stadt. 
Um 1200 entwickelte sich der Burgward zum Sitz eines unteren Gerichtsbezirks. Für die Jahre 1207, 1222 und 1224 sind drei Gerichts-, Landding- und Lehntage der Markgrafen von Meißen und Landgrafen von Thüringen urkundlich nachgewiesen. Zudem diente er als Verwaltungs-, Vogtei- und Gerichtssitz sowie als Reiseresidenz der Wettiner. Begünstigt durch diese Voraussetzungen bildete die Stadt für die ländliche Bevölkerung der engeren und weiteren Umgebung einen zentral gelegenen Marktort, dem um 1200 die wettinischen Landesherren das Markt- und Stadtrecht verliehen. In der Folgezeit erlangte der Ort aufgrund seiner großen Anzahl von Hausstellen und wachsenden Bevölkerung erweiterte Rechte und Privilegien, zu denen beispielsweise das Mauerrecht, das Abdeckerei- und Braurecht sowie das Recht auf ein eigenes Scheffelmaß gehörten. Im Jahr 1376 kamen zunächst pachtweise, ab 1423 endgültig die hohe Gerichtsbarkeit und das Geleitrecht hinzu.
Zum Schutz vor Plünderungen und Brandschatzungen kam es zwischen Ende des 14. und Anfang des 15. Jahrhunderts zur Errichtung einer massiven Wehranlage, bestehend aus Stadtmauer, Stadttürmen, Zwinger, Wassergraben und Wall. Delitzsch lag in der Markgrafschaft Meißen, die 1439 im Kurfürstentum Sachsen aufging. Das Kurfürstentum wurde bereits 1485 durch die beiden Brüder Albrecht der Beherzte und Ernst von Sachsen geteilt. Delitzsch gehörte danach zum Herzogtum Sachsen, zu dessen Hauptstadt Dresden bestimmt wurde.

### Reformation und Herzogtum Sachsen-Merseburg
Von den sächsischen Kurfürsten unterstützt, wurde die Reformation 1539 durch Herzog Heinrich in Delitzsch eingeführt. Ebenso betroffen war die Stadt vom Schmalkaldischen Krieg 1546 und 1547, in dem es für Sachsen vorrangig um die Gleichstellung der protestantischen Konfession ging. Führer der Delitzscher Truppen war Herzog Karl von Pöhnitzsch. Infolge der Neuordnung des albertinischen Territoriums durch Kurfürst Moritz von Sachsen kam die Stadt zum Leipziger Kreis des Kurfürstentums Sachsen.
Zur Zeit des Dreißigjährigen Krieges litt Delitzsch zum einen an den Kriegsfolgen, zum anderen forderte die mehrere Jahre andauernde Pest viele Opfer. Ab dem Jahr 1636 wurde die Stadt direkt in den Krieg einbezogen und zum Ziel von schwedischen Söldnerverbänden. Zwar blieb die Altstadt von Plünderungen und Bränden weitgehend verschont, die Neustadt wurde jedoch fast völlig zerstört. Zudem schleppten durchziehende und einquartierte Truppen todbringende Krankheiten in die durch Flüchtlinge übervölkerte Stadt. Allein im Jahr 1637 starben rund 881 Menschen, davon 300 an Hunger. Einer Sage nach wurde Delitzsch im Jahr 1637 von der damaligen Türmerstochter gerettet, die durch das Trompetenblasen der sogenannten Schwedensignale die Bevölkerung vor der nahenden Gefahr durch die Schweden gewarnt haben soll.
Zur größten Feuersbrunst in der Geschichte von Delitzsch kam es im Jahr 1661. Dabei fiel der gesamte Westteil der Neustadt den Flammen zum Opfer. Knapp 120 Menschen verloren dabei ihr Leben, rund 75 Häuser wurden zerstört.
Als 1656 der sächsische Kurfürst Johann Georg I. starb, wurde nach seinem Testament von 1652 eine faktische Landesteilung Sachsens durchgeführt. So gab es neben dem weiter bestehenden Restkurfürstentum noch drei sogenannte Sekundogenituren, zu denen das Herzogtum Sachsen-Merseburg mit dem Amt Delitzsch gehörte. Dieses Herzogtum kam unter die Herrschaft von Herzog Christian I., der das alte Bischofsschloss in Merseburg zu seiner Residenz und das heutige Barockschloss zum künftigen Witwensitz seiner Gemahlin ausbauen ließ. Der Umbau vom Renaissance- zum Barockschloss begann am 24. Juni 1689 und war am 13. Mai 1696 abgeschlossen. Jedoch zog die bereits verwitwete Herzogin Christiana von Sachsen-Merseburg mit ihrem Hofstaat von 28 Personen am 31. Mai 1692 in das Schloss ein.
Nach dem Tod der Herzogin Christiana im Jahr 1701 nutzte das Merseburger Herzoghaus das Schloss nur noch unregelmäßig als Reiseresidenz. Erst von 1731 bis 1734 wurde mit dem Einzug der Herzogin Henriette Charlotte, Witwe des Herzogs Moritz Wilhelm von Sachsen-Merseburg, das Barockschloss wieder regelmäßig als deren Sitz genutzt. Nach dem Tod des Herzogs im Jahr 1731 und der Herzogin im Jahr 1734 fiel das Sekundogenitur Sachsen-Merseburg 1738 wieder an das Kurfürstentum Sachsen zurück, da das Ehepaar keine Nachkommen hatte.
Von 1728 bis 1810 gehörte Delitzsch zu den sächsischen Garnisonsstädten für die kursächsische Armee. Während des Siebenjährigen Krieges wurde die Stadt von 1756 bis 1763 mehrfach abwechselnd von den Österreichern und den Preußen besetzt.

### Delitzsch als preußische Provinzstadt

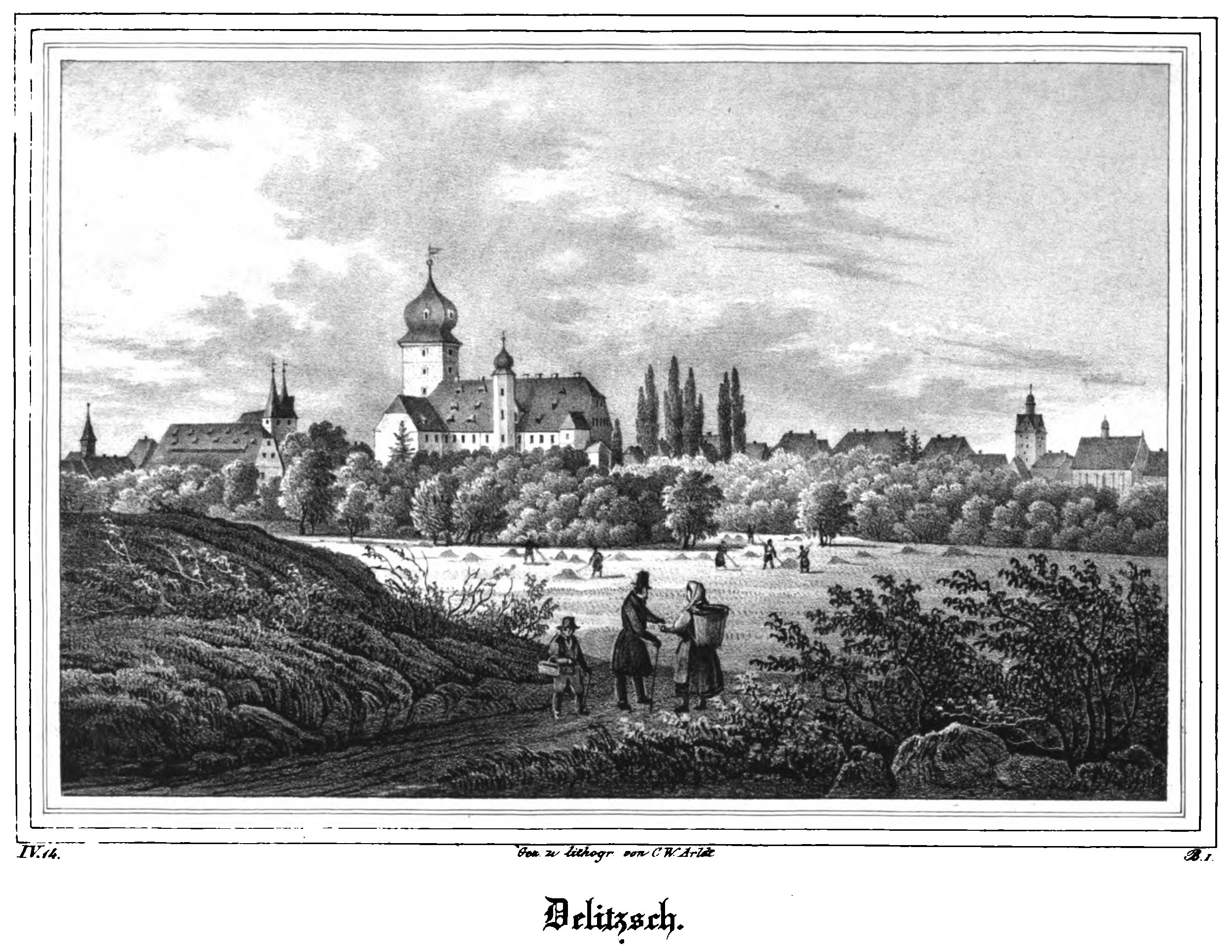
Ansicht um 1839

Im Jahre 1813 fand die Völkerschlacht bei Leipzig im Zuge der sogenannten Befreiungskriege statt. Die verbündeten Heere der Österreicher, Preußen, Russen und Schweden brachten in dieser Schlacht Napoleons Truppen und deren Verbündeten, darunter das Königreich Sachsen, die entscheidende Niederlage bei, die schließlich zur Verbannung Napoleons auf die Insel Elba führte. Nach der Niederlage Napoleons gehörte Delitzsch zu dem Gebiet, das Sachsen nach den Bestimmungen des Wiener Kongresses von 1815 an Preußen abtreten musste.
Nach erfolgter Gebietsänderung und der Auflösung des Amtes wurde Delitzsch zur Kreisstadt des neugebildeten gleichnamigen preußischen Kreises erhoben.
Bestimmend für die Wirtschaft blieb nach wie vor das städtische Innungshandwerk. Die städtischen Unternehmen begannen sich von der individuellen Produktion im Familienbetrieb in die neu entstandenen Manufakturen zu verwandeln. In dieser neuen Produktionsform mit freien Lohnarbeitern kam es zur Gründung neuer Branchen. Dazu zählten neben der Tabakherstellung die Chemie-, Textil- und Lebensmittelindustrie. Jedoch verloren viele kleine Handwerker und Gewerbetreibende ihre Existenzgrundlage, weil sie mit der fortschreitenden Industrialisierung nicht mithalten konnten. In diesem Sinne rief der Delitzscher Hermann Schulze ab Mitte des 19. Jahrhunderts eine Hilfsaktion ins Leben, die den in Not geratenen Handwerkern zugutekommen sollte. Nach den Grundsätzen der Selbsthilfe, Selbstverwaltung und Selbstverantwortung gründete er am 8. August 1849 mit anderen Initiatoren die erste Kranken- und Sterbekasse, die bis zur Einführung einer staatlichen Sozialversicherung im Jahr 1889 bestand. Sie wirkte mit ihren Nachfolgegründungen beispielgebend für die Bismarck’sche Sozialpolitik. 1848 gründete Schulze die erste Handwerksgenossenschaft Deutschlands für Tischler und Schuhmacher und am 10. Mai 1850 die erste Darlehnskasse als Vorschuss-Verein – den Vorläufer der heutigen Volksbank.
Begünstigt von einem dichten Städte-, Straßen- und Wassernetz, den Rohstoffvorkommen an Kohle, Ton, Salz und Erz sowie der relativ großen Bevölkerungsdichte, bot die Region um Delitzsch für Investitionen gute Ausgangsbedingungen. Nach gescheiterten Braunkohleabbauversuchen im Jahr 1855 in der westlichen Gemarkung entstand Mitte des 19. Jahrhunderts ein dichtes Eisenbahnnetz im mitteldeutschen Raum. Durch die Inbetriebnahme der Eisenbahnstrecke Dessau–Bitterfeld–Leipzig mit dem Unteren Bahnhof im Jahr 1858 und der Eisenbahnstrecke Halle–Eilenburg–Cottbus mit dem Haltepunkt Oberer Bahnhof im Jahr 1872 erlangte Delitzsch Anschluss an das Eisenbahnnetz und somit Zugang zu den Braunkohlerevieren nahe Bitterfeld. Dies steigerte nicht nur die Mobilität der Bürger, sondern erhöhte auch die Konzentration von Gewerbe und Industrie im städtischen Raum. Von 1902 bis 1904 erhielt die Stadt ein öffentliches Trinkwasserversorgungsnetz.

### Weimarer Republik und Weltkriege

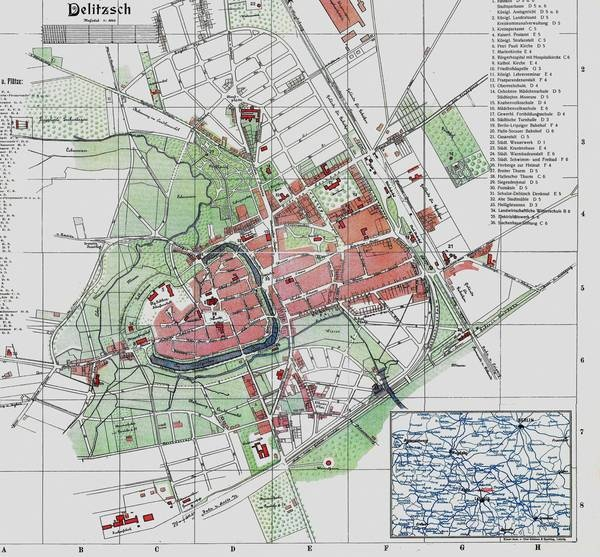
Stadtplan von 1936

Der Erste Weltkrieg ließ in Delitzsch die wirtschaftliche und kulturelle Entwicklung stagnieren.
Der größte Teil der wehrfähigen Männer wurde zum Kriegsdienst eingezogen. Rund 560 verloren auf den Schlachtfeldern Europas ihr Leben. Nach dem Kriegsende im November 1918 war Delitzsch noch für kurze Zeit Garnisonsstadt. In der Nachkriegszeit schädigte die Rohstoffknappheit besonders die textilverarbeitenden Industrien und führte zu einer erhöhten Arbeitslosigkeit. Die soziale Lage verschärfte sich weiter und ab August 1922 begann im Zuge der Hyperinflation der rasche Verfall der Währung. Ab 1928 verhandelte die Stadt Delitzsch mit der Regierung in Merseburg über den Ankauf des Schlosses und des umliegenden Areals. Der Kaufvertrag wurde zwar 1929 abgeschlossen, allerdings verhinderte in demselben Jahr die Weltwirtschaftskrise alle weiteren Maßnahmen.
Während der Zeit des Nationalsozialismus wurde wie überall im Deutschen Reich die jüdische Bevölkerung systematisch entrechtet. Auch in Delitzsch kam es am Folgetag der Novemberpogrome 1938 zu Übergriffen gegen jüdische Geschäfte und Einrichtungen und zur Zerstörung der Begräbniskapelle auf dem jüdischen Friedhof in der Hainstraße. Die beginnende Aufrüstung der Wehrmacht machte sich nicht nur durch die Einführung der Wehrpflicht im Jahr 1935 bemerkbar, sondern zeigte gleichfalls Auswirkungen im Ausbau militärischer Anlagen und Zulieferbetriebe für die Rüstungsindustrie. In diesem Zusammenhang kam es 1939/40 zum Bau eines Militärflugplatzes bei Spröda. Des Weiteren wurde 1939 ein Blankstahlwerk zur Herstellung von Montageteilen für Kampfflugzeuge gebaut.
Abgesehen von der Zerstörung des Unteren Bahnhofes und des Militärflugplatzes blieb die Stadt im Zweiten Weltkrieg verschont. Ab 18. April 1945 waren die militärischen Kriegshandlungen in Delitzsch beendet, bevor am 20. April 1945 amerikanische Truppen die Stadt besetzten. Sie hatten sich, aus südwestlicher Richtung kommend, der Stadt genähert, die ihnen kampflos und für beide Seiten ohne Verluste übergeben wurde. Die US-Armee wurde Anfang Juli 1945 von der Roten Armee abgelöst, die bis Mitte der fünfziger Jahre stationiert blieb. Zahlreiche Betriebe wurden als Reparationen demontiert und in die Sowjetunion transportiert.

### Nachkriegszeit und DDR

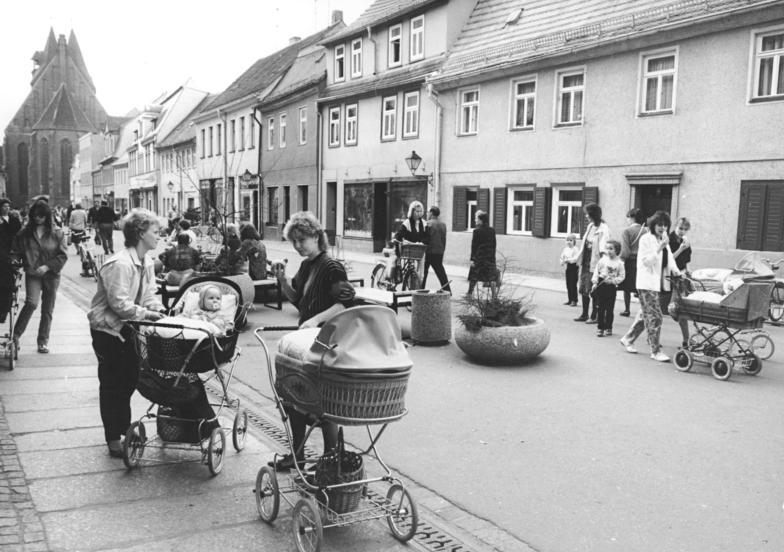
Altstadt 1989 (hier Breite Straße mit St. Peter und Paul)

Zwischen 1948 und 1972 wurden mehrere städtische Unternehmen, wie die damaligen Blankstahlwerke oder die Firma Delicia, enteignet und in Volkseigentum der DDR umgewandelt. Durch die Verwaltungsreform von 1952 wurde die seit 1946 zur Provinz Sachsen-Anhalt gehörende Stadt Sitz des neu gebildeten Kreises Delitzsch im Bezirk Leipzig. Der Kreis ging am 25. Juli 1952 durch Teilung aus dem Landkreis Delitzsch hervor.
Parallel dazu gab es auch tiefgreifende städtebauliche Veränderungen. Ab 1958 schuf die örtliche Arbeiterwohnungsbaugenossenschaft nach einem eigenen Bauprogramm das Neubaugebiet Delitzsch-Ost mit etwa 2.000 Ein- und Mehrfamilienhäusern in einfacher Bauweise. 1974 folgten Ersatzwohnungen für die Einwohner aus den durch Erweiterung und Neuaufschluss von Braunkohle-Großtagebauen abgebrochenen Dörfern des Kreisgebietes. In diesem Zusammenhang wurden mehrere Kaufhallen, medizinische Einrichtungen, Schulen und Kindereinrichtungen geschaffen.
Um 1986 entstand das letzte Neubaugebiet Delitzsch-West, während die Bausubstanz der Altstadt schrittweise verfiel. Dies führte dazu, dass außer für Reparaturen kaum noch Investitionen vorgenommen wurden und schließlich aus diesem Grund die Einwohnerzahl in der Altstadt stark zurückging. So kam es 1970 zu ersten flächendeckenden Abrissen am Markt und 1984 auch in der Holzstraße. Weitere großflächige Abrisse waren geplant, konnten jedoch durch die politische Wende von 1989 verhindert werden.
Zu Zeiten der DDR war die Region um Delitzsch vom Braunkohleabbau gekennzeichnet. Während nördlich der Stadt mit dem Tagebau Goitzsche schon seit dem 19. Jahrhundert Kohle gefördert wurde, begann in den 1970er Jahren im südlichen Umland der Aufschluss des ersten Tagebaus. Von den fünf geplanten Tagebauen, welche bis an den Nordrand von Leipzig gereicht hätten, wurden nur die beiden Tagebaue Delitzsch-Südwest und Breitenfeld begonnen. Durch die „Wende“ wurden sie vorzeitig bis 1993 stillgelegt und danach renaturiert, wodurch um Delitzsch zahlreiche Seen entstanden sind.
Im November 1989 zeigte sich auch in Delitzsch die Umbruchstimmung durch Friedensgebete in der Stadtkirche und anschließende friedliche Demonstrationen, an denen mehrere Tausend Personen teilnahmen. Es bildete sich ein Runder Tisch, an dem vor allem über regionale Aspekte diskutiert wurde.

### Wiedervereinigung und 21. Jahrhundert
Im Zuge der Diskussion um die Neugründung der Länder in der DDR fanden in den nach 1815 zur preußischen Provinz Sachsen und nach 1945 zum Land Sachsen-Anhalt gehörigen Kreisen im Norden des Bezirkes Leipzig Bürgerumfragen statt, die jeweils eine eindeutige Präferenz für die Rückkehr zu Sachsen ergaben. Bei einer Beteiligung von 78,29 % stimmten im Kreis Delitzsch 89,74 % für Sachsen.
Im wiedergegründeten Freistaat Sachsen wurde am 1. August 1994 im Zuge der Kreisreform aus dem Kreis Delitzsch und dem Kreis Eilenburg der neue Landkreis Delitzsch im Regierungsbezirk Leipzig gebildet, die Stadt behielt dabei die Funktion als Kreissitz. Im Jahr 1995 wurden zur Erschließung des Stadtgebiets zwei Gewerbe- und Industriegebiete mit einer Gesamtfläche von etwa 1.057.000 Quadratmetern geschaffen, die seitdem zum Kauf und zur Verpachtung angeboten werden.
Am 1. Januar 1997 erhielt Delitzsch den kommunalrechtlichen Status Große Kreisstadt. Im Jahr 2004 wurden große Teile des innerstädtischen Sanierungsprogramms im Rahmen des Denkmalschutzes mit der Rekonstruktion von Bürgerhäusern, öffentlichen Gebäuden und der städtischen Infrastruktur erfolgreich abgeschlossen. Hierzu zählte ebenso die Wiederherstellung des Barockgartens im Jahr 2000 und die Wiedereröffnung des Wahrzeichens der Stadt, des Barockschlosses, im Jahr 2005.
Im Verlauf der sächsischen Kreisgebietsreform von 2008 fusionierten der Landkreis Delitzsch und der Landkreis Torgau-Oschatz am 1. August 2008 zum jetzigen neuen Landkreis Nordsachsen mit Sitz in Torgau. Die ehemalige Kreisstadt Delitzsch hat zwar mehr Einwohner als Torgau, liegt jedoch dezentraler. Seitdem ist Delitzsch einer von vier Kreisverwaltungsstandorten Nordsachsens.

## Eingemeindungen
Insbesondere im Zuge der Umsiedlung von Ortschaften durch den erfolgten oder geplanten Braunkohleabbau im Tagebau Delitzsch-Südwest von 1974 bis 1992, als auch durch die Sächsischen Gebietsreformen von 1994 und 1996 kam es zu einer wesentlichen Erweiterung des Stadtgebietes.

### Bestehende Ortsteile
| Ortsteil     | Datum          | Bemerkung                    |
| ------------ | -------------- | ---------------------------- |
| Beerendorf   | 1. Januar 1994 | Eingemeindung nach Döbernitz |
| Benndorf     | 1. März 1994   |                              |
| Brodau       | 1. Januar 1994 | Eingemeindung nach Döbernitz |
| Döbernitz    | 1. März 2004   |                              |
| Gertitz      | 20. Juli 1950  |                              |
| Kertitz      | 20. Juli 1950  |                              |
| Laue         | 1. März 1994   |                              |
| Poßdorf      | 1. Januar 1997 |                              |
| Rödgen       | 1. Januar 1996 |                              |
| Schenkenberg | 1. Januar 1996 |                              |
| Selben       | 1. Januar 1994 | Eingemeindung nach Döbernitz |
| Spröda       | 1. Januar 1997 |                              |
| Storkwitz    | 1. Januar 1996 |                              |
| Werben       | 20. Juli 1950  |                              |
| Zschepen     | 20. Juli 1950  | Eingemeindung nach Selben    |

Quellen:

### Ehemalige Ortsteile
| ehemaliger Ortsteil          | Datum der Eingemeindung | Zeitraum der Devastierung |
| ---------------------------- | ----------------------- | ------------------------- |
| Paupitzsch (mit Gut Neuhaus) | 1. Januar 1976          | 1974 bis 1976             |

Quelle:

## Bevölkerung
| Jahr | Einwohner |
| ---- | --------- |
| 2002 | 25.573    |
| 2005 | 27.780    |
| 2010 | 26.344    |
| 2015 | 24.850    |
| 2020 | 24.755    |

| Jahr | Einwohner |
| ---- | --------- |
| 2021 | 24.862    |
| 2022 | 25.956    |
| 2023 | 26.054    |
| 2024 | 25.895    |

Stand: 31. Dezember des jeweiligen Jahres (Angaben des Statistischen Landesamtes Sachsen), ab 2011 auf Basis des Zensus 2011, ab 2022 auf Basis des Zensus 2022
Im Spätmittelalter und der frühen Neuzeit war Delitzsch eine kleine Gemeinde mit unter 1.000 Einwohnern. Die Bevölkerung wuchs nur langsam und ging durch die zahlreichen Kriege, Seuchen und Hungersnöte immer wieder zurück. Dennoch erreichte die Bevölkerungszahl zu Beginn der Industriellen Revolution um 1850, rund 5.500 Menschen. Erst in der Zeit zwischen 1890 und 1930 wuchs die Bevölkerung kontinuierlich, als insbesondere die Eisenbahn- und Lebensmittelindustrie für einen hohen Industrialisierungsgrad sorgten. Auch die Verbesserung der technischen Infrastruktur durch den Bau eines Wasser- und Gaswerks sowie eines Krankenhauses führten zum Bevölkerungsanstieg. Bis kurz nach dem Ende des Zweiten Weltkriegs stieg die Einwohnerzahl nochmals um knapp 8.600, von rund 16.500 im Jahr 1933 auf rund 25.100 im Jahr 1946. Nach einem Rückgang der Bevölkerung in den fünfziger und sechziger Jahren stieg die Einwohnerzahl in den siebziger Jahren wieder auf etwa 24.500. Dieser Trend setzte sich in den achtziger Jahren fort, sodass am 31. Dezember 1988 mit fast 28.400 Einwohnern der historische Höchststand erreicht wurde. Seit der deutschen Wiedervereinigung hat Delitzsch, wie viele andere ostdeutsche Städte mittlerer Größe, einen nahezu ununterbrochenen Bevölkerungsrückgang zu verzeichnen. Allein bis Ende 1993 sank die Einwohnerzahl um etwa 1.200 Menschen, konnte aber durch Eingemeindungen und Gewerbeneuansiedlungen Mitte der 1990er Jahre wieder auf rund 27.000 Einwohner anwachsen. Trotzdem schrumpfte die Gesamtbevölkerung bis 2003 wieder auf circa 25.300. Durch die bisher letzte Eingemeindung von Döbernitz 2004, wurde die Einwohnermarke von 28.000 nochmals überschritten. Ende Dezember 2015 waren 24.850 Menschen in Delitzsch gemeldet, dass entspricht einem Rückgang von 4,2 Prozent (2.200 Personen) gegenüber 1990.
Der Rückgang der Gesamtbevölkerung liegt insbesondere in der negativen Geburtenbilanz begründet, so gab es im Zeitraum von 2000 bis 2015 durchschnittlich jährlich 120 Sterbefälle mehr als Geburten. Zum anderen bestand ein Missverhältnis in der Wanderungsbilanz, wobei im Zeitraum von 2000 bis 2010 durchschnittlich jährlich 182 Wegzüge mehr verzeichnet worden als Zuzüge. Im Saldo verlor die Stadt damit durchschnittlich pro Jahr zwischen 200 und 300 Einwohner. Seit 2010 hat sich die negative demographische Entwicklung, gerade in Hinsicht auf die Wanderungsbilanz deutlich abgeschwächt, so schrumpfte die Stadt im Zeitraum 2010 bis 2015 nur noch um insgesamt knapp 130 Einwohner pro Jahr. Zudem deutet sich seit 2012 eine umgekehrte Wanderungsentwicklung an, so gab es im Zeitraum 2012 bis 2015 einen absoluten Zuzugsüberschuss von 275 Menschen (4356 Zuzüge/4081 Wegzüge).

## Religionen
Die städtische Bevölkerung gehörte bis zur Reformation zum Bistum Merseburg. Im 15. und 16. Jahrhundert entstanden in der heutigen Innenstadt die St.-Peter-und-Paul-Kirche, die Marienkirche und die Hospitalkirche.
Erste lutherische Predigten wurden bereits 1523 abgehalten. 1539 wurde die Reformation durch Herzog Heinrich in Delitzsch eingeführt. Gegenwärtig gehören die lutherischen Kirchengemeinden der Stadt zum Kirchenbezirk Torgau-Delitzsch der Evangelischen Kirche in Mitteldeutschland, zur altkonfessionellen Evangelisch-Lutherischen Freikirche oder zur Selbständigen Evangelisch-Lutherischen Kirche. Ab 1697 gab es in Delitzsch auch wieder katholische Gottesdienste. Innerhalb der Katholischen Kirche gehört Delitzsch zum Bistum Magdeburg. Katholische Kirche der Stadt ist St. Marien in der Lindenstraße. Seit 1700 besteht in Delitzsch eine evangelisch-reformierte Gemeinde, die zur Synode evangelisch-reformierter Kirchen in Bayern und Nordwestdeutschland gehört. Die Anfänge der Delitzscher Baptistengemeinde (heute: Evangelisch-Freikirchliche Gemeinde) reichen bis in die 1840er Jahre zurück. Die Gemeinde konstituierte sich um 1920. Sie ist ein Zweig der Baptistengemeinde Bitterfeld und gehört zum Evangelisch-Freikirchlichen Landesverband Niedersachsen-Ostwestfalen-Sachsen-Anhalt (NOSA).
Erste jüdische Einwohner lassen sich in Delitzsch im späten Mittelalter noch nicht nachweisen. Sie siedelten sich später in der Juden- oder auch Jüdengasse an, welche diese Bezeichnung bis zum 16. Jahrhundert behielt und dann in Holzstraße umbenannt wurde. Jedoch ist auch diese Angabe nicht sicher, da es eine Holzgasse bereits 1393 gab.
Im Jahr 1859 baten jüdische Einwohner von Delitzsch den Stadtrat um Erlaubnis, eine jüdische Begräbnisstätte anlegen zu dürfen. 1861 erwarb die Gemeinde als Begräbnisplatz ein Gelände mit einer Größe von 460 Quadratmetern im Rosental, das später auf 1.100 Quadratmeter vergrößert wurde. Im Februar des gleichen Jahres bildete sich erstmals eine jüdische Gemeinde aus den Bereichen Delitzsch, Bitterfeld, Brehna und Eilenburg. Nach 1933 begann die Ausgrenzung und Verfolgung der Juden. Am Folgetag der Reichspogromnacht kam es auch in Delitzsch zu Übergriffen, bei denen der jüdische Friedhof verwüstet und die angrenzende Begräbniskapelle völlig zerstört wurde. Die wenigen noch in der Stadt lebenden jüdischen Familien zogen daraufhin nach Bitterfeld oder konnten nach Bolivien auswandern. An die jüdischen Einwohner der Stadt wird heute mit einer Gedenktafel und einem Gedenkstein auf dem jüdischen Friedhof erinnert sowie mit sieben Stolpersteinen.

## Politik

### Stadtrat
Der Stadtrat besteht, laut städtischer Hauptsatzung, aus dem Oberbürgermeister und der vorgeschriebenen Anzahl von 30 Stadtratsmitgliedern, die ihr Amt ehrenamtlich ausüben. Die Stadtvertretung wird für eine Legislaturperiode von fünf Jahren, direkt von der Bevölkerung gewählt. Die nächste Wahl findet voraussichtlich im Mai 2029 statt. Neben dem Stadtrat bestehen noch fünf Ortschaftsräte in den Ortsteilen Benndorf, Döbernitz, Laue, Schenkenberg und Spröda. Die Sitzverteilung des Stadtrats stellt sich seit der letzten Stadtratswahl am 9. Juni 2024, wie folgt dar (zum Vergleich das Ergebnis der Wahlen von 2019, 2014 und 2009):
| Parteien und Wählergemeinschaften | Parteien und Wählergemeinschaften           | 2024    | 2024    | 2019   | 2019   | 2014   | 2014   | 2009   | 2009   |
| Parteien und Wählergemeinschaften | Parteien und Wählergemeinschaften           | in %    | Sitze   | in %   | Sitze  | in %   | Sitze  | in %   | Sitze  |
| --------------------------------- | ------------------------------------------- | ------- | ------- | ------ | ------ | ------ | ------ | ------ | ------ |
| AfD                               | Alternative für Deutschland                 | 027,9 % | 8       | 16,0 % | 5      | –      | –      | –      | –      |
| WVD                               | Wählervereinigung Delitzsch e. V. *         | 022,2 % | 7       | 23,3 % | 7      | 18,5 % | 6      | 14,6 % | 4      |
| CDU                               | Christlich Demokratische Union Deutschlands | 020,8 % | 6       | 25,9 % | 8      | 34,4 % | 11     | 34,9 % | 11     |
| SPD                               | Sozialdemokratische Partei Deutschlands     | 016,3 % | 5       | 14,3 % | 4 ***  | 20,5 % | 6      | 20,5 % | 7      |
| LINKE                             | Die Linke                                   | 05,6 %  | 2       | 10,0 % | 3      | 15,6 % | 5      | 08,9 % | 6      |
| HV                                | Heimatverein Döbernitz e. V.                | 03,3 %  | 1       | 03,5 % | 1      | 03,3 % | 1      | 02,7 % | 0      |
| BI                                | Bürgerinitiative Menschenskinder e. V.      | 02,3 %  | 1       | 03,9 % | 1      | –      | –      | –      | –      |
| GRÜNE                             | Bündnis 90/Die Grünen                       | 01,6 %  | 0       | 03,1 % | 1      | 02,4 % | 0      | –      | –      |
| NPD                               | Nationaldemokratische Partei Deutschlands   | –       | –       | –      | –      | 04,4 % | 1 **** | 03,8 % | 1      |
| FDP                               | Freie Demokratische Partei                  | –       | –       | –      | –      | 01,0 % | 0      | 04,6 % | 1      |
| Gesamt                            | Gesamt                                      | 100 %   | 30      | 100 %  | 30     | 100 %  | 30     | 100 %  | 30     |
| Wahlbeteiligung                   | Wahlbeteiligung                             | 061,3 % | 061,3 % | 53,7 % | 53,7 % | 42,4 % | 42,4 % | 39,5 % | 39,5 % |

- Linke: 2
- SPD: 5
- BI: 1
- HV: 1
- WVD: 7
- CDU: 6
- AfD: 8

### Stadtoberhäupter

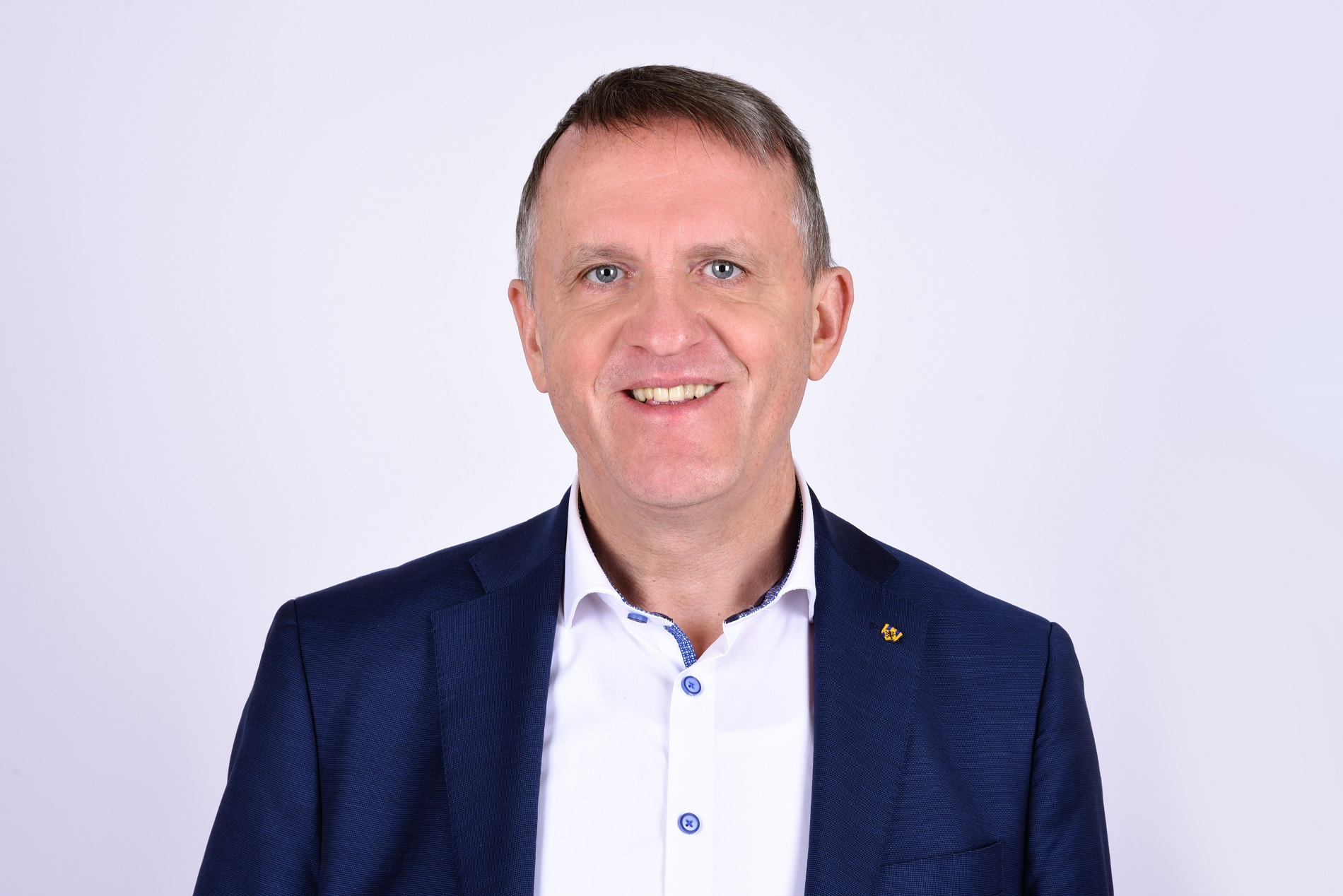
Manfred Wilde (2022)

Aus dem erblichen Amt des Schultheißen entwickelte sich zum Ende des 14. Jahrhunderts das Wahlamt des Bürgermeisters. Zu dieser Zeit hatte die Stadt drei Räte (ein regierenden und zwei ruhende Räte), die jährlich wechselnd den Bürgermeister (Amtsführung) wählten. Zu jedem Rat gehörte ein Bürgermeister und mehrere auf Lebenszeit gewählte Ratsherren. Mit Johann Vormann wurde 1376 erstmals ein Bürgermeister in Delitzsch urkundlich erwähnt. Seit der Staats- und Gemeindereform 1830/1831 gibt es einen von der Bürgerschaft gewählten Bürgermeister. Mit der Ernennung zur Großen Kreisstadt, tragen die Stadtoberhäupter von Delitzsch seit 1997 den Titel Oberbürgermeister. Nach sächsischem Kommunalwahlgesetz wird dieser im 7-Jahres-Rhythmus hauptamtlich von der Bevölkerung gewählt. Neben dem Oberbürgermeister gibt es in Delitzsch zusätzlich einen beigeordneten Bürgermeister (für Bau, Ordnung, Gewerbe und Schulwesen), der ebenso im 7-Jahres-Rhythmus hauptamtlich vom Stadtrat gewählt wird.
Die letzte Oberbürgermeisterwahl fand im Mai (erster Wahlgang) bzw. Juni 2022 (zweiter Wahlgang) statt. Da keiner der vom städtischen Wahlausschuss zugelassenen Bewerber die absolute Mehrheit im ersten Wahlgang am 29. Mai 2022 erreichen konnte, war ein zweiter Wahlgang am 12. Juni 2022 erforderlich. In beiden Wahlgängen kandidierten neben dem Amtsinhaber Manfred Wilde (parteilos, unterstützt von der CDU), Jens Müller (parteilos, unterstützt von SPD/Grüne/Linke), Uwe Bernhardt (Freie Wählergemeinschaft Delitzsch e. V.) und Hagen Grell (parteilos, unterstützt von der Bürgerinitiative „Gemeinsam für Delitzsch“). Im ersten Wahlgang erhielt Wilde (46,92 %, 4.371 Stimmen), Müller (22,71 %, 2.116 Stimmen), Bernhardt (21,90 %, 2.040 Stimmen) und Grell (8,47 %, 789 Stimmen). Die Wahlbeteiligung lag bei 44,93 %. Im zweiten Wahlgang erhielt Wilde (54,46 %, 4.350 Stimmen), Müller (21,77 %, 1.739 Stimmen), Bernhardt (18,14 %, 1.449 Stimmen) und Grell (5,63 %, 450 Stimmen). Die Wahlbeteiligung lag bei 38,49 %. Für den zweiten Wahlgang reichte bereits die einfache Mehrheit aus, sodass Manfred Wilde in seinem Amt zum dritten Mal in Folge (nach den Wahlen in den Jahren 2008 und 2015) bestätigt wurde. Die nächste Oberbürgermeisterwahl findet voraussichtlich im Frühjahr 2029 statt. Im November 2022 wurde Patricia Groth (parteilos) vom Stadtrat zur beigeordneten Bürgermeisterin gewählt.

### Wappen
Blasonierung: Das Wappen der Stadt Delitzsch zeigt in Gold zwei blaue Pfähle, belegt mit einem schräg gestellten Herzschild, darin in Gold ein doppelschwänziger schwarzer Löwe.
Es vereint in sich zwei verschiedene Wappen, zum einen das Haus- oder Stammwappen der Wettiner (Landsberger Pfähle) und zum anderen das der Markgrafschaft Meißen (doppelschwänziger Löwe). Der Löwe der Markgrafschaft Meißen und die Pfähle der Markgrafen von Landsberg sind alte wettinische Wappenbilder, die auf die Einbindung der Stadt Delitzsch in das mittelalterliche Kursachsen verweisen. Das heutige Wappen entwickelte sich aus dem im Spätmittelalter verwendeten Siegel der Stadt für die Bestätigung von Urkunden und Dokumenten. Die Stadtfarben sind dem Wappen entsprechend blau und gelb.

### Städtepartnerschaften
Seit 1990 haben sich drei Städtepartnerschaften entwickelt, die aktiv sind und von der Stadtverwaltung, Vereinen, Schulen und Privatpersonen durch Briefkontakte, Schüleraustausch, Vereinsreisen gepflegt werden. Am 21. Oktober 1990 wurde die Partnerschaft mit Friedrichshafen offiziell geschlossen und am 29. November 1990 die mit Monheim am Rhein. Die Verwaltungen und die Bürgerinnen und Bürger beider Städte standen Delitzsch, seiner Stadtverwaltung und Bevölkerung in den ersten Jahren nach der Wiedervereinigung zur Seite. Inzwischen gibt es besonders auf Vereinsebene zahlreiche Kontakte, die wie auf Verwaltungsebene in fast jedem Jahr zum Austausch von Erfahrungen und Ideen führen. Mit dem polnischen Ostrów Wielkopolski besitzt Delitzsch seit dem 1. April 2000 eine internationale Städtepartnerschaft, die durch den Transfer von Erfahrungen und Ideen auf Wirtschafts- und Verwaltungsebene sowie Beziehungen von Vereinen beider Städte gestärkt wird.

## Kultur und Sehenswürdigkeiten

### Altstadt

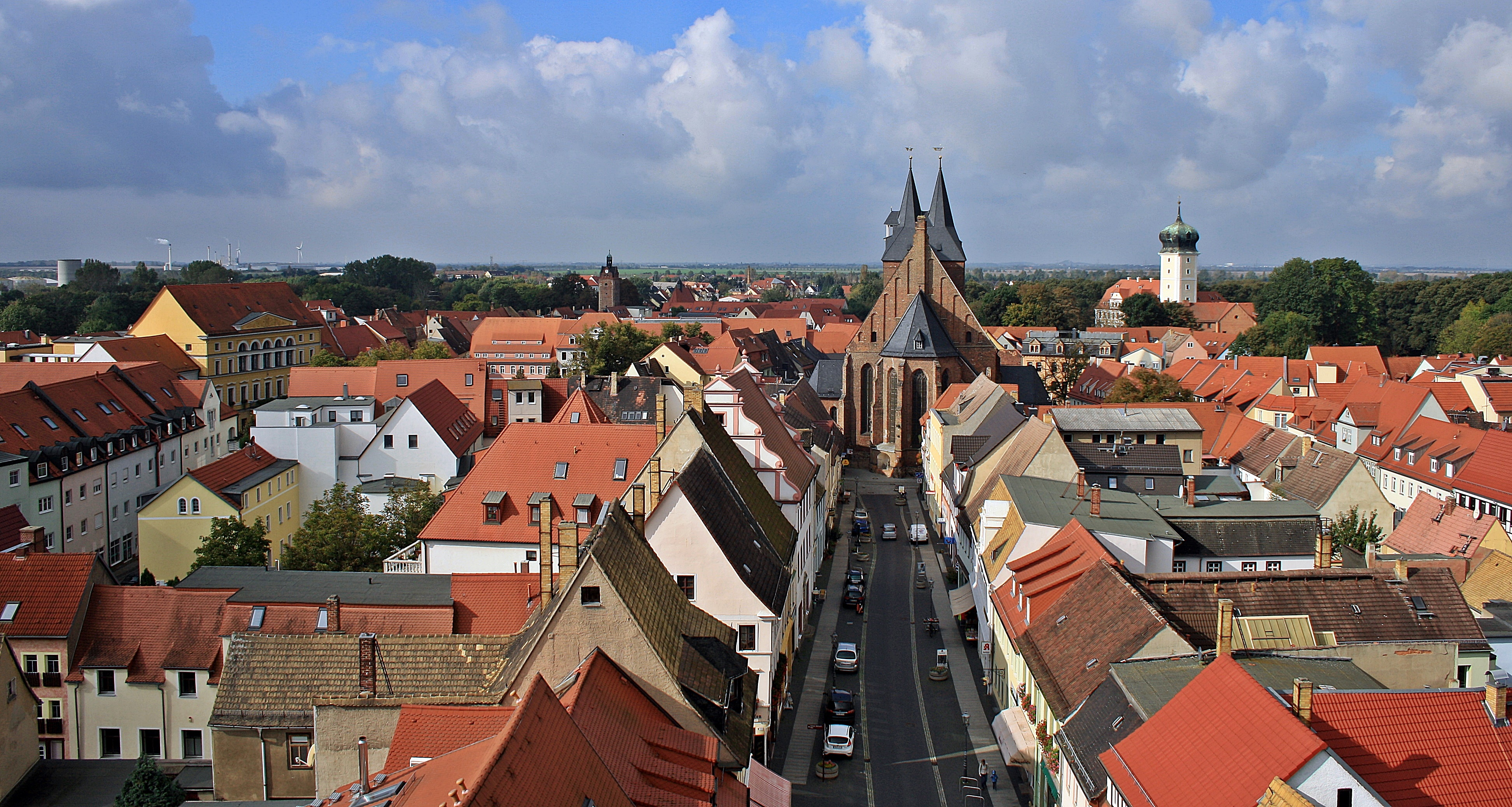
Westliche Altstadtansicht (Breiter Turm)

Nachdem sich das Siedlungsgebiet der Slawen am Rande des Schlossbergs Richtung Südosten ausgeweitet hatte, entstanden Mitte des 14. Jahrhunderts erste Anfänge der heutigen Altstadt. Sie bildet den historischen Stadtkern und den westlichen Teil der Innenstadt von Delitzsch. Der historische Stadtteil mit einer Fläche von etwa 20 Hektar ist von einer Befestigungsmauer und einem parallel dazu verlaufenden Wassergraben sowie einem dazwischen liegenden Zwinger umgeben. Die Ansicht wird durch fünf Türme geprägt, wobei der fast 50 Meter hohe Schlossturm das höchste Gebäude der Stadt ist. Altstadtmittelpunkt ist der Marktplatz. Die vielen kopfsteingepflasterten Straßenzüge und Gassen zwischen den historischen Bauwerken und Bürgerhäusern sind in ihrem Verlauf seit ihrer Erstanlegung fast unverändert geblieben. Eine große Zahl der überwiegend denkmalgeschützten Bürgerhäuser stammt aus dem 16. bis 18. Jahrhundert. In der Altstadt begegnen sich überwiegend die Baustile der Renaissance, des Barocks und der Gotik. Die Vielzahl an historischen Bauwerken verschiedener Stile verdankt die Stadt dem Umstand, dass sie im Dreißigjährigen Krieg und im Zweiten Weltkrieg fast unbeschädigt blieb.

#### Historische Bauten und Plätze
In der August-Fritzsche-Straße, außerhalb der alten Stadtmauern, befindet sich das denkmalgeschützte Scharfrichterhaus. Ein Henker und ein Scharfrichter sind seit 1619 nachgewiesen. Ihr Wohnhaus und Gehöft wurden nach der teilweisen Zerstörung durch Brandstiftung im Dreißigjährigen Krieg um 1660 wieder vollständig hergestellt. Derzeit ist das Gebäude, in dem zwei Mietwohnungen eingerichtet wurden Eigentum der Wohnungsgesellschaft Stadt Delitzsch GmbH. Die Scharfrichterei ist die einzige erhaltene bauliche Anlage dieser Art im gesamten mitteldeutschen Raum.

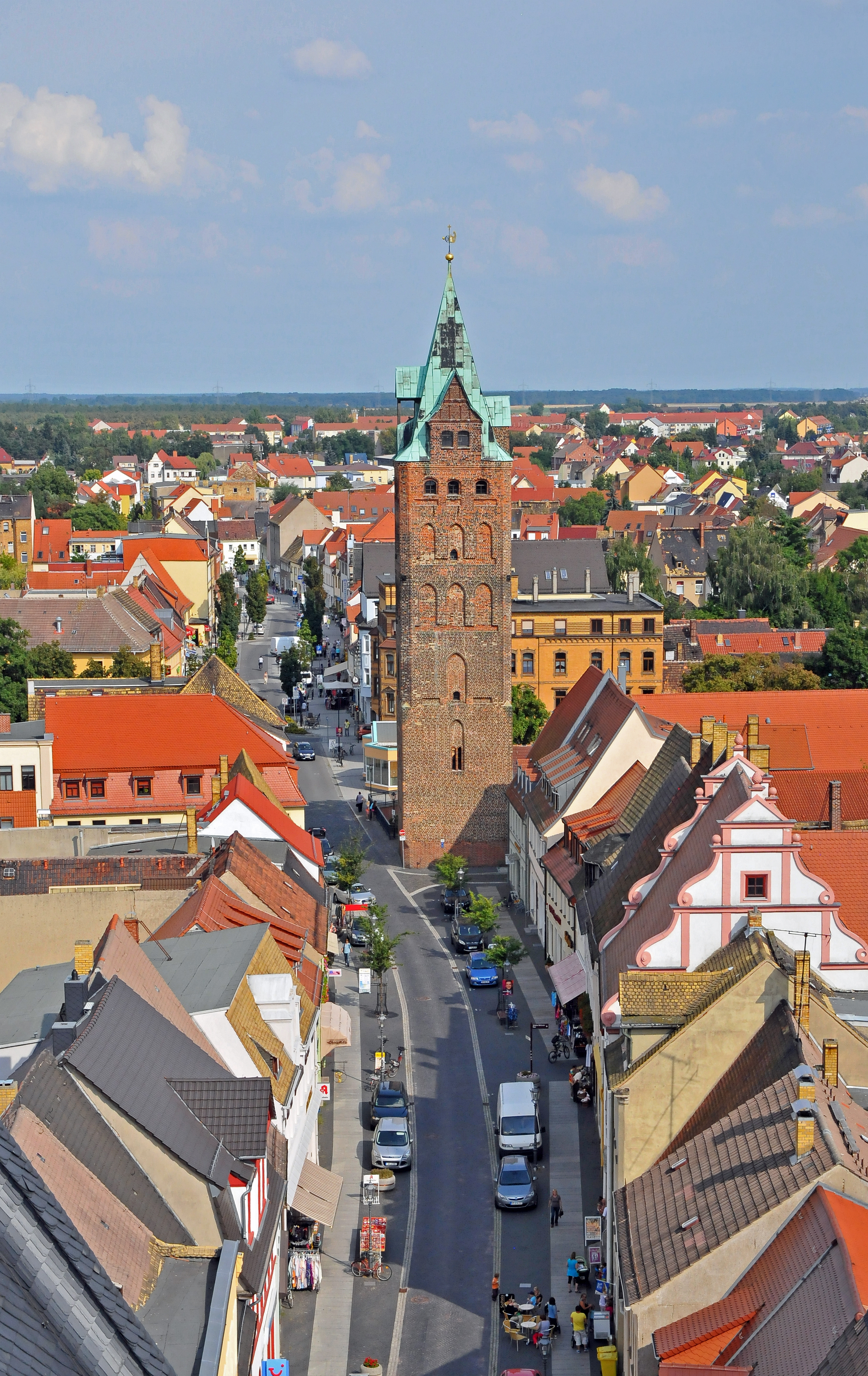
Breiter Turm mit Breiter Straße

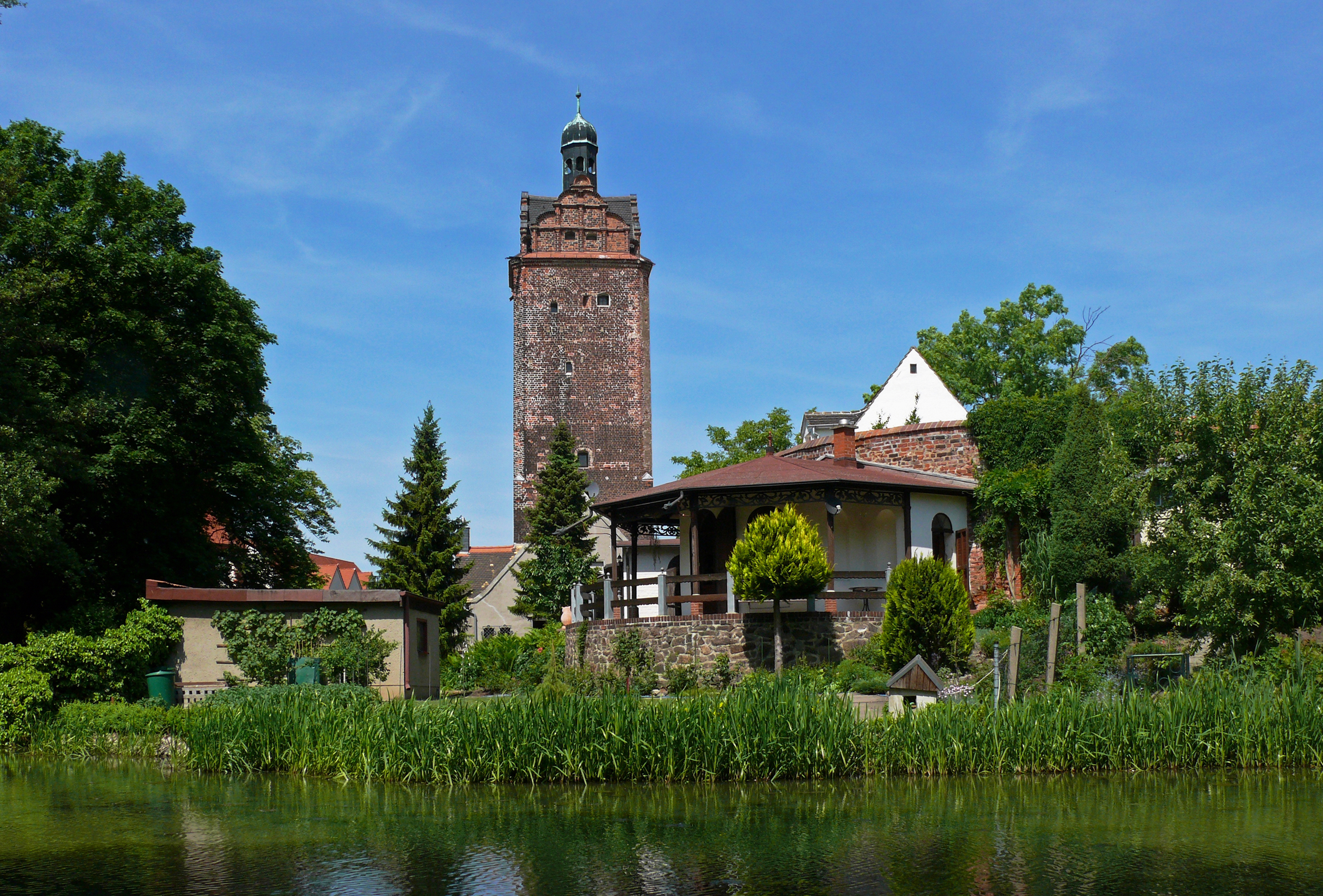
Hallescher Turm

Unmittelbar am östlichen Altstadtausgang zwischen Wallgrabenpromenade und Kohlstraße befindet sich der Roßplatz. Bis 1454 befanden sich dort sechs Häuser, die womöglich aus verteidigungstechnischen Gründen auf Beschluss des damaligen Stadtrats abgerissen wurden. Bis zum Jahr 1730 trug der neu gewonnene Platz den Namen Platz vor dem Breiten Tor, später Platz an der Postsäule. Erst 1854 erhielt er seinen heutigen Namen. Damals diente der Roßplatz für Postkutschen der Strecke Leipzig-Zerbst-Wittenberg als Pferderastplatz. Den Mittelpunkt des Platzes bildet die Nachbildung einer historischen Postsäule. Das Original war wie in vielen sächsischen Städten auf Anweisung von August dem Starken aufgestellt worden. Anlass war die verkehrsmäßige Erschließung des Kurfürstentums Sachsen in der ersten Hälfte des 18. Jahrhunderts. Die Delitzscher Distanzsäule wurde 1730 gesetzt und ist die höchste aller erhaltenen sächsischen Distanzsäulen.
Vom Roßplatz der Breiten Straße westwärts folgend gelangt man zum nicht mehr existierenden Krummen Tor, dem früheren Stadttor am Breiten Turm. Es war eines der insgesamt zwei Haupttore am Altstadtausgang. Das zweite, das Hallesche Tor, befand sich am Halleschen Turm am westlichen Rand der Altstadt. Bis zum 19. Jahrhundert bildeten beide Tore neben einem nur kleinen Eingang an der Pfortenstraße im Norden der Altstadt die einzige Möglichkeit des Einlasses in die Stadt. Erst später erfolgten Durchbrüche an der heutigen Holz- und Leipziger Straße, der Schillerbrücke und am Schlossbezirk. Umgeben wird die Altstadt von einer im 14./15. Jahrhundert errichteten Stadtmauer aus Naturstein im Fundament und Backstein. Die Stadtmauer als Bauwerk wurde 1410 erstmals urkundlich erwähnt und in mehreren Abschnitten bis 1457 errichtet. Sie war ursprünglich etwa sechs Meter hoch und umgab die Stadt auf 1,5 Kilometern Länge. Während des Dreißigjährigen Krieges haben Angreifer der schwedischen Truppen die Wehranlage teilweise zerstört. Heute besteht die Mauer noch mit etwa drei bis vier Metern Höhe und auf 1,4 Kilometern Länge. Vor der Stadtmauer liegt ein 10 bis 15 Meter breiter und durchschnittlich ein Meter tiefer wassergefüllter Wallgraben. Die beiden Warttürme, Breiter Turm und Hallescher Turm, ließ die Stadt im Zeitraum von 1394 bis 1397 aus Backstein erbauen. Sie gehören zu den ältesten und höchsten Bauwerken der Stadt und wurden errichtet, um die Stadtverteidigung an diesen Stellen zu verbessern. An der Ostseite des Mauergürtels befindet sich der 46 Meter hohe Breite Turm. Von 1504 bis 1890 diente er als Wohn- und Arbeitsstätte des Türmers. Heute befindet sich in der damaligen Wohnetage eine historische Schuhmacherwerkstatt aus dem 17. Jahrhundert. Auch der 38 Meter hohe Hallesche Turm an der westlichen Stadtmauer diente von 1686 bis 1898 als Wohn- und Arbeitsstätte eines Türmers. In einem Verlies in der Turmsohle wurden Verurteilte bis zu ihrer Hinrichtung eingesperrt. Das Backsteingebäude erhielt im 16. Jahrhundert einen Renaissanceaufbau in Form einer Laterne für die Montage einer Glocke. Des Weiteren existierten weitere kleinere Wart- und Pulvertürme, von denen jedoch nur noch vereinzelt Fundamente vorhanden sind.

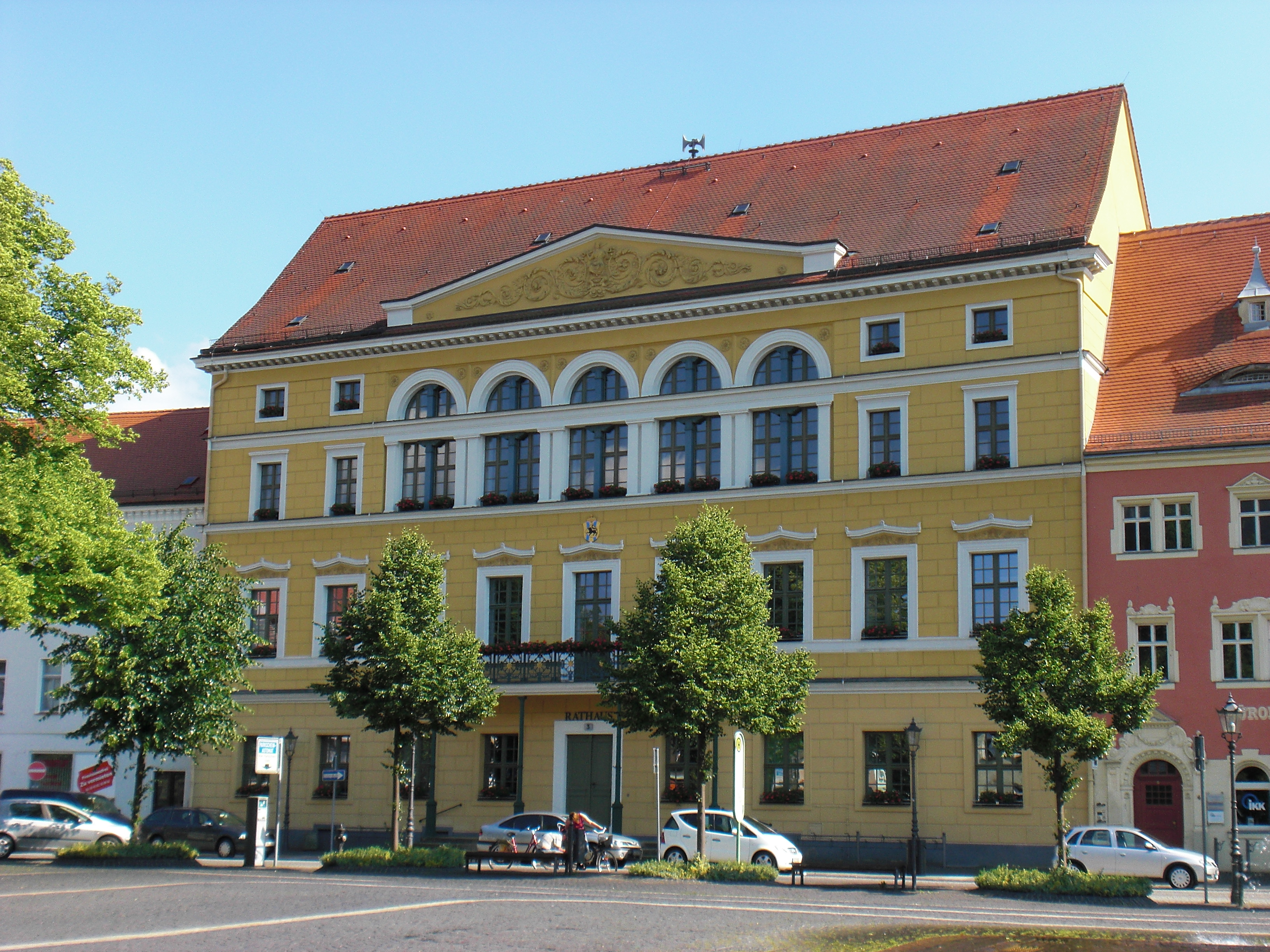
Rathaus am Markt

Am nordwestlichen Ende der Altstadt befindet sich das Barockschloss Delitzsch, eines der ältesten Schlösser Sachsens. Das denkmalgeschützte Gebäude, bestehend aus einem Herrenhaus und einem Schlossturm, wurde in mehreren Bauphasen errichtet. Die ältesten noch erhaltenen Bauteile sind zwei Tiefkeller und der Schlossturm an der Südostseite des Herrenhauses, die der Markgraf von Meißen, Wilhelm I., ab 1389 errichten ließ. Sein heutiges Aussehen erhielt das Bauwerk im 17. Jahrhundert. Auf den Grundmauern einer mittelalterlichen Wasserburg erbaut, diente es den Wettinern von 1387 bis 1540 als Verwaltungs- und Reiseresidenz. Zwischen 1540 und 1558 wurde die gotische Burg zum Renaissanceschloss der Kurfürsten von Sachsen umgebaut, die das Schloss bis 1689 bewohnten. Im Zeitraum von 1689 bis 1696 wurde das Gebäude im Stil des Barocks zum letzten Mal umgebaut. Fortan benutzte das Herzogtum Sachsen-Merseburg das Schloss als Witwen- und Reiseresidenz. Heute befinden sich darin ein Museum, eine Touristeninformation, das Standesamt und die Kreismusikschule.
Vom Schlossplatz in Richtung Osten führt die Schlossstraße zum Marktplatz. Die Anlage des Marktplatzes lässt sich bereits auf die frühe Stadtentwicklung um 1150/60 zurückführen. Zum Ende des 14. Jahrhunderts entstand der heutige Kleine Markt, ein direkt östlich angrenzender kleinerer Platz. Im Zentrum des Marktes befand sich von 1895 bis 1933 ein Siegesdenkmal. Im Zusammenhang mit der Umgestaltung 2006 entstand dort ein rechteckiger Springbrunnen. Zwischen 1950 und 1961 trug der Marktplatz nach Einwilligung der Parteien LDPD und CDU des Stadtrates den Namen Stalinplatz. Eine Vielzahl von Wohn- und Geschäftshäusern am Marktplatz sind dem Klassizismus und dem Historismus zuzuordnen. Hervorzuheben ist das Rathaus, das im Kern aus drei ehemaligen Bürgerhäusern, die von 1376 bis 1474 von der Stadt aufgekauft und nach Umbauarbeiten von 1474 bis 1497 als Rathaus (damals „koufhous“) bestimmt wurden. Es wurde ab 1479 als Ort der städtischen Verwaltung in Betrieb genommen und dient diesem Zweck noch heute. Während im Inneren gotische Gewölbe auf das 15. Jahrhundert hinweisen, zeigt sich die äußere Fassade seit 1849 im Stil des Spätklassizismus. Eine Justitia im Dreiecksgiebel auf dem Dach weist auf die Funktion des Hauses als ehemaliges Gerichtsgebäude hin.

Ritterhaus

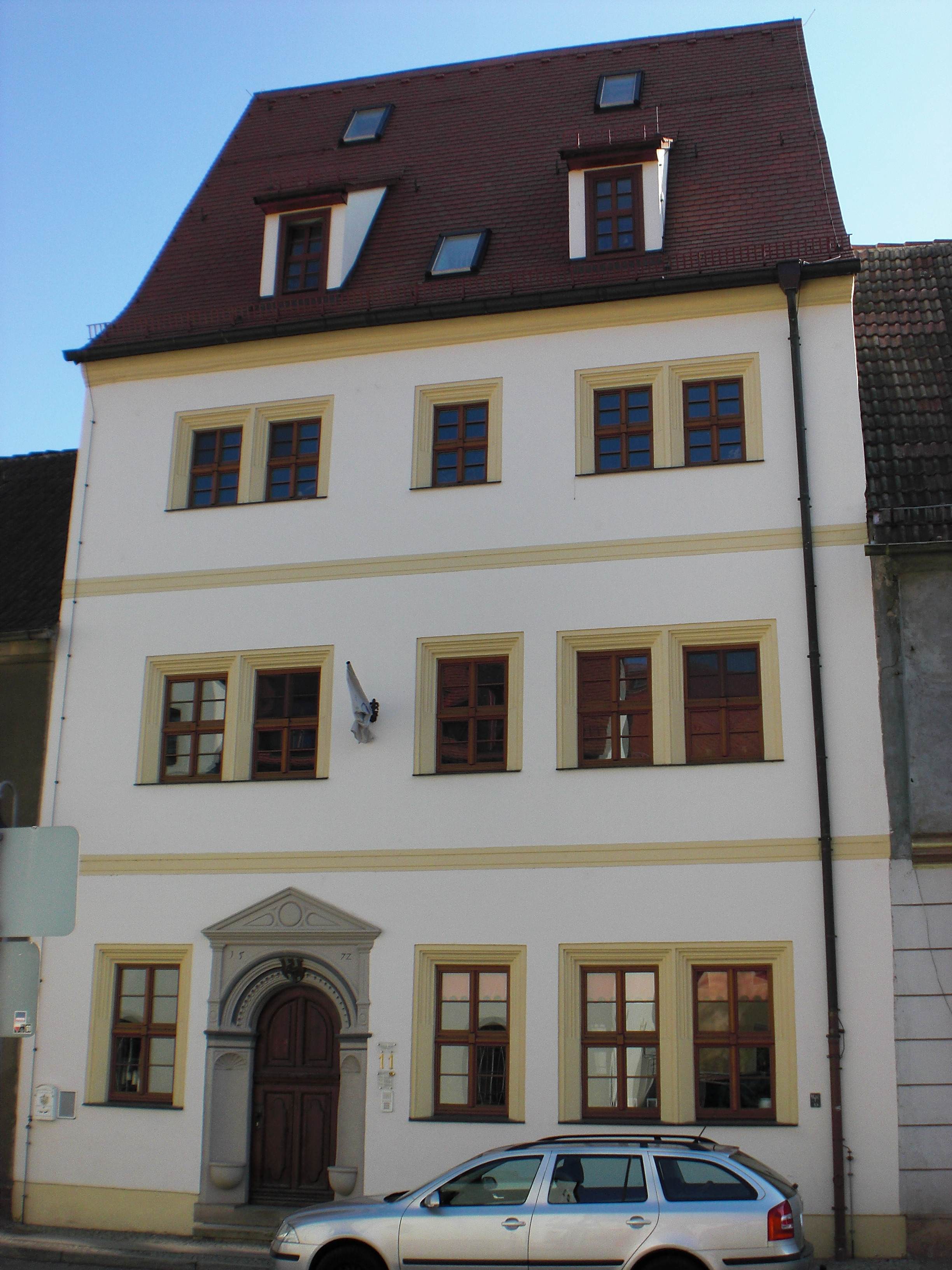
Stadtschreiberhaus

An der Südseite grenzt der Marktplatz mit seinen Gebäuden an die Ritterstraße, eine der ältesten Straßen der Stadt. Von 1577 bis 1854 auch Rittergasse genannt, diente sie teilweise bis Mitte des 19. Jahrhunderts als Standort für Marställe des Landadels. Geprägt wird sie überwiegend von Renaissance- und Barockfassaden. Das Stadtschreiberhaus wurde von 1568 bis 1572 im Auftrag der Stadt für den damaligen Stadtschreiber Balthasar Franz erbaut. Es diente der Archivierung bedeutender Schriftstücke, Urteile, Urkunden und sonstiger Akten über Besitztümer und Privilegien. Im Haus Ritterstraße 11 befanden sich bis 1829 die Dienstwohnung des Stadtschreibers und das städtische Archiv. An der äußeren Schaufassade befindet sich ein typisches Sitznischenportal mit krönendem Dreiecksgiebel aus der Renaissance. Im Inneren, insbesondere in der Diele, ist die historische Raumaufteilung gut zu erkennen. Eine Besonderheit bilden das Kreuzgewölbe mit den tragenden Säulen und die erhöhten Fensterbögen und Wandnischen, die den erhabenen Eindruck für den Stellenwert der Stadt präsentieren sollten. Heute trägt das nur 100 Quadratmeter große Bauwerk den Nutzen als Wohnhaus und Galerie. Wenige Häuser weiter westlich entstand 1558 das Ritterhaus nach Plänen des Amtsschössers Christoph Lotter. Es hat die typischen Formen der Renaissance, zu denen zum Beispiel der Giebel mit Schweifwerk und die Eckquaderungen sowie Maueröffnungen aus rotem Rochlitzer Porphyrtuff zählen. Seit dem 19. Jahrhundert befinden sich in den unteren Etagen des Hauses restaurierte Ritterrüstungen und Waffen aus der Zeit vor über 400 Jahren.

Schulze-Delitzsch-Haus

Im östlichen Verlauf geht die Ritterstraße nach der Kreuzung mit der Leipziger Straße in die Holzstraße über. Am Schnittpunkt Holzstraße und Kreuzgasse befindet sich das Schulze-Delitzsch-Haus. Dieses Gebäude ist eine museale Einrichtung zu Ehren des deutschen Genossenschaftsbegründers Hermann Schulze-Delitzsch, der 1849 im damaligen Haus des Schuhmachers Wilhelm Brendecke gemeinsam mit 57 Schuhmachern eine Schuhmacher-Assoziation sowie eine Tischler-Assoziation gründete. Diese Vereinigungen waren die ersten gewerblichen Genossenschaften in Deutschland. Nach baulichem Verfall des Hauses im 20. Jahrhundert konnte mit Hilfe von Fördermitteln und der Unterstützung des Deutschen Genossenschafts- und Raiffeisenverbandes ab 1991/92 das Haus umfassend rekonstruiert und zum Museum ausgebaut werden. Heute befindet sich in dem Gebäude eine genossenschaftliche Gedenkstätte mit Informationen zum Leben und Wirken Schulze-Delitzschs. Ausgestellte Maschinen und Werkzeuge einer Buchbinderei vermitteln ein Bild des technischen Entwicklungsstandes zum Ende des 19. Jahrhunderts. Im November 2010 wurde das Schulze-Delitzsch-Haus nach einer grundlegenden Umgestaltung der Dauerausstellung wieder eröffnet.

#### Sakralbauten

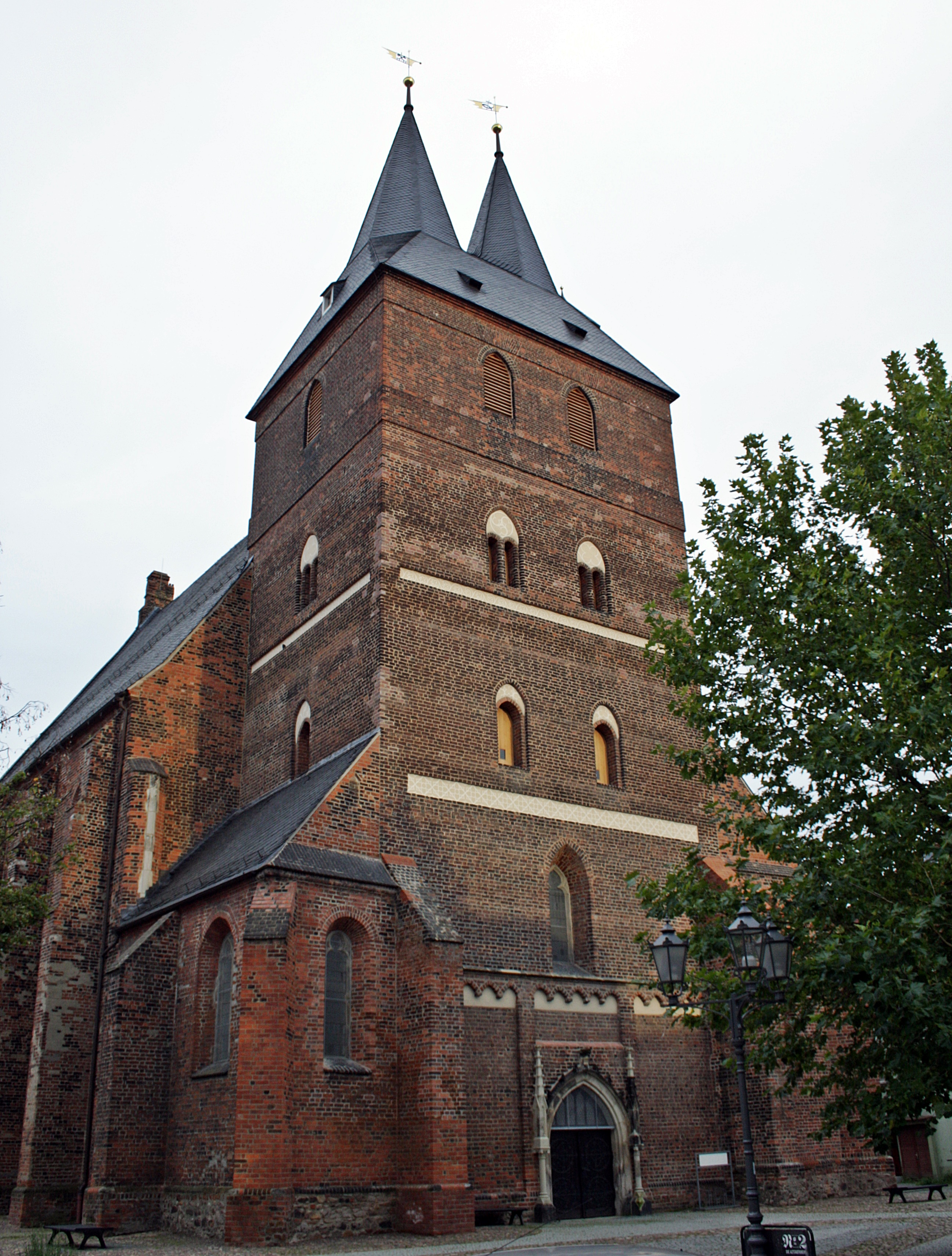
St. Peter und Paul

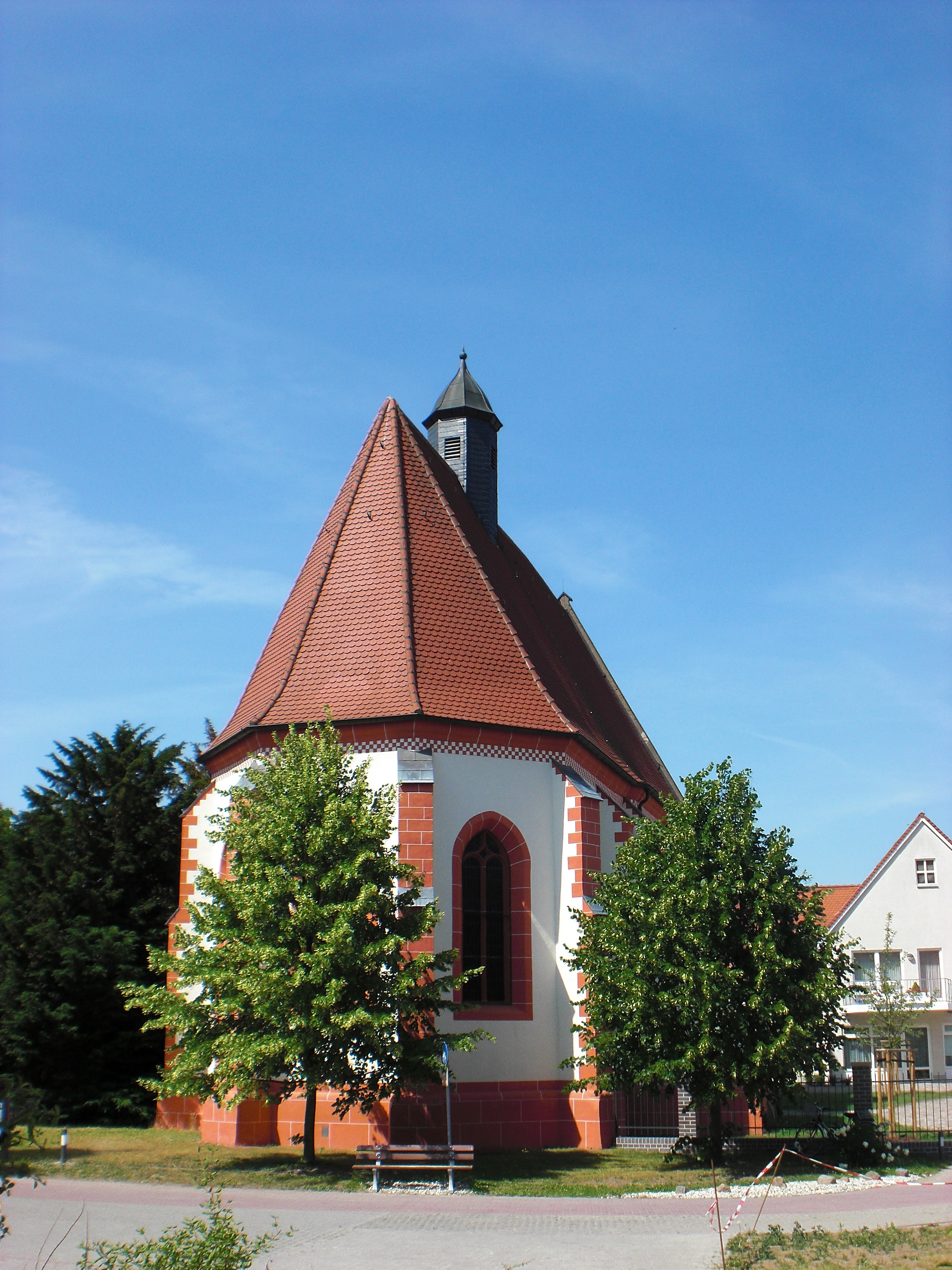
Hospitalkirche

In einem Zeitraum von über 500 Jahren wurde eine Vielzahl historischer Kirchen und Gotteshäuser errichtet. Wie in fast ganz Sachsen gehört auch die Delitzscher Bevölkerung überwiegend der evangelischen Konfession an, was sich in der Anzahl evangelischer Kirchen im Stadtgebiet widerspiegelt.
Die evangelische Stadtkirche Sankt Peter und Paul ist eine gotische, dreischiffige Hallenkirche aus dem 15. Jahrhundert. Sie wurde ab 1404 unter Einbeziehung der unteren Geschosse des Westturms eines vermutlich aus dem 13. Jahrhundert stammenden Vorgängerbaus errichtet.
Etwa 1525 begannen die Bauarbeiten an der Marienkirche. Jahrelanger Leerstand und die spätere Nutzung als Strohlager ließen die Kirche herunterkommen. Erst die Stiftung von Christian Schulze ermöglichte die Fertigstellung dieser evangelischen Kirche im 18. Jahrhundert. Ihre Umgebung wurde von 1400 bis 1878 als städtischer Friedhof genutzt, worauf ihr Beiname Gottesackerkirche verweist.
Gegenüber dem Halleschen Turm, unmittelbar an der ehemaligen Salzstraße, die von Halle über Delitzsch gen Osten führte, befindet sich die Hospitalkirche Sankt Georg. Am 15. August 1516 begann die Grundsteinlegung der Kirche, die nach mehreren Bauunterbrechungen im Jahr 1518 fertiggestellt wurde. Bereits vor 1516 gab es an gleicher Stelle eine Hospitalkapelle mit dem Namen St. Fabian und St. Sebastian, die zum damaligen, 1391/92 als Stiftung von Markgraf Wilhelm I. vor den Toren der Stadt erbauten Hospital der Stadt gehörte. Die Kirche ist ein einschiffiger Bau aus Backstein. Ein schiefergedeckter achteckiger Dachreiter enthält eine Gusseisenglocke. Die Chorverglasung der Kapelle stammte ursprünglich von dem deutschen Maler Charles Crodel und wurde 1950 in der Glasmalereianstalt Ferdinand Müller in Quedlinburg ausgeführt. Sie fiel 1964 dem Vandalismus zum Opfer. Reste der wertvollen Fenster befinden sich seit 2001 in der Galerie des Halleschen Turmes. Die Hospitalkirche gehört zu einem modernen Seniorenheim der Stiftung St.-Georg-Hospital.
Johannes Reuter entwarf die katholische Pfarrkirche St. Marien, die 1936 in nur wenigen Monaten entstand. Ein aus dem 19. Jahrhundert stammender Vorgängerbau war zu klein geworden, nachdem sich viele Katholiken im neu entstandenen Kreis Delitzsch angesiedelt hatten. Die katholische Gemeinde von Delitzsch wurde 1858 gegründet und beging 2008 ihr 150-jähriges Jubiläum. Gleichzeitig wurde im Stadtteil Brodau eine Außenstelle eingerichtet. Die katholische Kindertagesstätte Anne Frank und das Caritas-Altenpflegeheim St. Marien wurden als soziale Einrichtungen durch die Pfarrei errichtet.

### Gedenkstätten

Ehrenberg Gedenkstein

- Marmortafel und Gedenkstein für die sieben Bürger der jüdischen Gemeinde, die im Ersten Weltkrieg fielen, auf dem jüdischen Friedhof am Rosental, der noch bis 1937 als Begräbnisstätte genutzt wurde
- Gedenkstein für alle Opfer des Faschismus in der Bitterfelder Straße
- Ehrenhain mit Obelisk für 96 sowjetische Kriegsgefangene und 22 Frauen und Männer, die im Zweiten Weltkrieg nach Deutschland verschleppt und Opfer von Zwangsarbeit wurden, auf dem Städtischen Friedhof an der Dübener Straße (seit 1946). Dort befinden sich auch Grabsteine französischer, polnischer, italienischer und Kriegsgefangener unbekannter Herkunft.
- Grabstätten und Gedenksteine für 14 unbekannte KZ-Häftlinge, die bei einem Todesmarsch von einem der Außenlager des KZ Buchenwald von SS-Männern ermordet, zunächst an anderer Stelle verscharrt und später dort begraben wurden, auf dem Areal des Friedhofs
- Vier Meter hohe Muschelkalkstatue, die Hermann Schulze-Delitzsch darstellt, auf dem Marienplatz (seit 1950). Sie wurde als Ersatz für die im Zweiten Weltkrieg eingeschmolzene Bronzestatue von 1891 errichtet.[82]
- Ausstellung zu Hermann Schulze-Delitzsch im ehemaligen Gründerhaus der ersten handwerklichen Genossenschaft in der Kreuzgasse 10 (seit 1992)
- Gedenkstein mit goldener Inschrift und dem Bildnis des Naturforschers und Begründers der Mikrobiologie, Christian Gottfried Ehrenberg, in der Halleschen Straße

### Grünflächen und Schutzgebiete

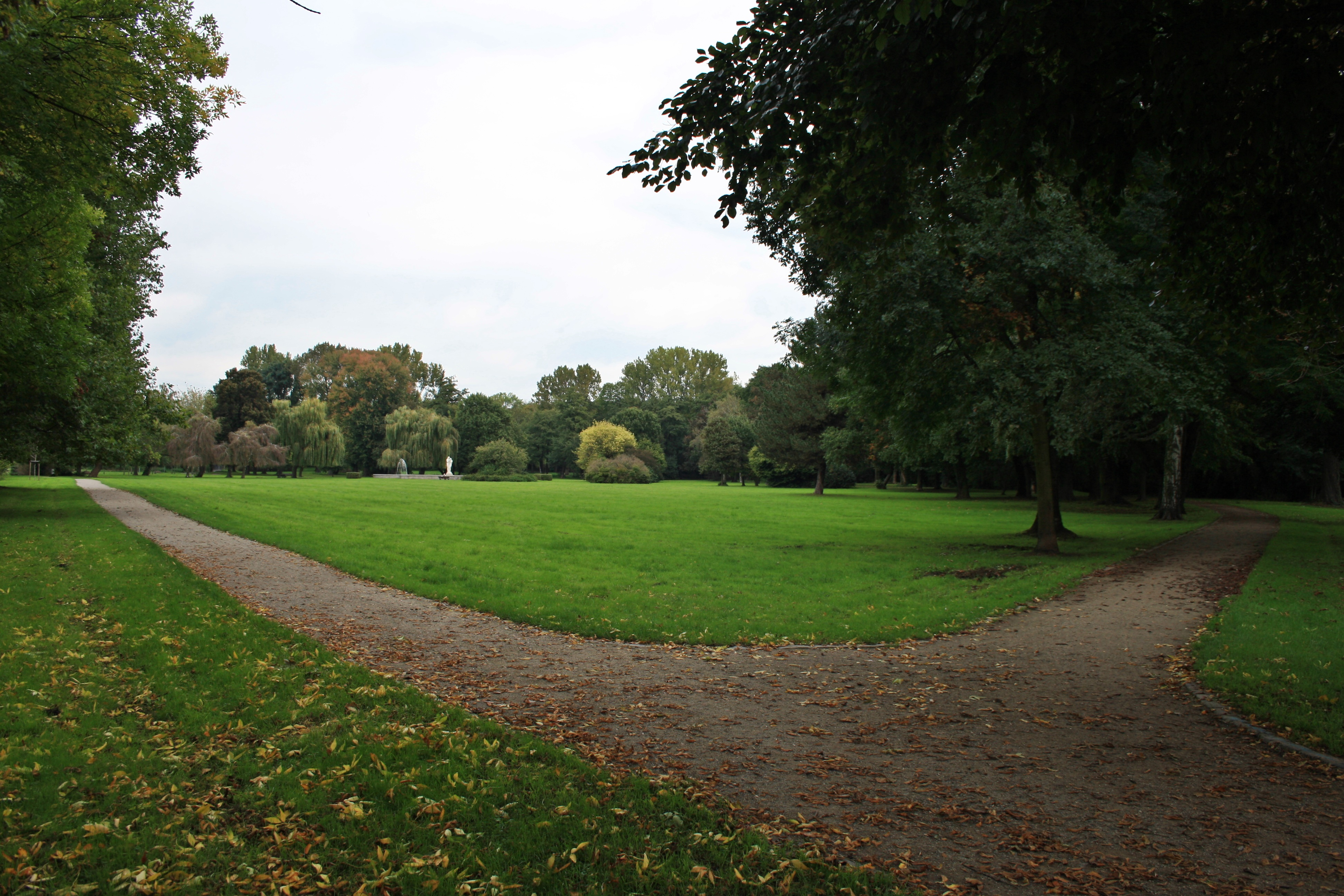
Stadtpark

Im Zentrum der Stadt, zwischen nördlicher Altstadt und Securiusstraße, liegt der weitläufige Stadtpark. Er ist die älteste und mit 15 Hektar größte Parkanlage Delitzschs und wurde im Laufe von mehr als 120 Jahren gestaltet. Angelegt wurde der Stadtpark im Jahr 1884 als kommunale Parkanlage in der Nähe eines Birkenwaldes. 1934 wurde die damalige Grünfläche um einen beträchtlichen Teil erweitert, zu dem auch die Installation der Skulpturengruppe Genesung von Max Alfred Brumme aus dem Jahr 1936 inmitten eines Wasserbeckens zählt. Stifter dieses Kunstwerks war der damalige Besitzer der Delitzscher Schokoladenfabrik, Albert Böhme, der Delitzsch gerne als Kurort etabliert hätte. Der Stadtpark ist ein naturnaher Landschaftspark mit 973 Bäumen, teils bis zu 120 Jahre alt. Ergänzt wird der Park durch eine Vielzahl von Sitzgruppen und Spielplätzen. Die Grünfläche erstreckt sich über die Auenlandschaft der Fließgewässer Lober und Mühlgraben, die von vielen kleinen Fußgängerbrücken überquert werden.
Neben dem Stadtpark gehört zudem der Rosengarten in der südlichen Altstadt zu den bedeutendsten Parkanlagen der Stadt. Er wurde in den Jahren 1933/34 angelegt und 1980 von den Mitgliedern des Vereins Delitzscher Rosenfreunde, Herbert Mießler und Karl-Heinz Rindsland, neu gestaltet. Zu deren Ehren wurde im Mai 2010 ein Findling mit einer Gedenktafel im Zentrum des Gartens aufgestellt. Die sich am Lober hinziehende Gartenlandschaft liegt in der Nähe zum sogenannten „Moorbad“, dem historischen Viktoriabad. Der Rosengarten beheimatet auf einer rechteckigen Fläche von 130 × 37 Metern mehr als 5.000 Rosen in 300 Arten.

Rosengarten

Eine historische Besonderheit ist der Barockgarten am Schloss. Christiana von Sachsen-Merseburg ließ ihn nach französischen Vorbildern vom damaligen Gartenarchitekten Andreas Gotthard Carl in den Jahren 1692/93 südwestlich des Barockschlosses anlegen. Er gilt als einer der frühen barocken Gartenanlagen in Sachsen. Von 1996 bis 2000 wurde er auf Grundlage eines Originalplans aus dem 17. Jahrhundert rekonstruiert.
Eine Besonderheit im mitteldeutschen Raum sind die Zwingergärten aus dem späten Mittelalter. Ursprünglich Teil der Wehranlage, wurden sie terrassenförmig auf dem Zwingerbereich zwischen Stadtmauer und Wallgraben ab dem 14. Jahrhundert angelegt. Ein Teil dieser städtischen und privaten Grünanlagen lässt die ursprüngliche Terrassenform gut erkennen. Vereinzelt sind zudem runde Fundamente mit bis zu acht Meter Durchmesser sichtbar, womöglich Überreste ehemaliger Pulvertürme.
Seit dem 11. Juni 1968 besteht im nördlichen Rosental der Tiergarten Delitzsch. Auf einer Fläche von 4 Hektar leben über 350 Tiere in 60 verschiedenen Arten.
Mit dem Paupitzscher See und seinen Uferregionen besitzt Delitzsch ein etwa 143 Hektar großes Naturschutzgebiet im Norden der Stadt. Seit der Einstellung des Braunkohleabbaus um 1980, hat sich das NSG Paupitzscher See zu einem europaweit bedeutsamen Fauna-Flora-Habitat (FFH) entwickelt. Es gilt als ungestörter Lebensraum für zahlreiche seltene floristische und faunistische Spezialisten sowie Pionierarten. Darunter Vertreter von Brutvogel-, Insekten sowie Amphibien- und Reptilienarten. Hinzu kommt das Landschaftsschutzgebiet Loberaue mit einer Fläche von 900 Hektar. Es erstreckt sich vom südlichen Rand der Goitzsche, entlang des Lobers, bis zur Schladitzer Bucht. Ebenso befinden sich große Teile des etwa 2.800 Hektar umfassenden und länderübergreifenden LSG Goitzsche auf dem Stadtgebiet.

### Theater und Musik
Zu den städtischen Kultureinrichtungen zählen neben den kommunalen Einrichtungen Museum, Bibliothek, Freibad und Tiergarten unter anderem das Bürgerhaus, der Schlosskeller, die Pfarrscheune und die Theaterakademie. Während im Schlosskeller und in der Pfarrscheune überwiegend regelmäßig Theatervorstellungen, Konzerte, Lesungen, Vorträge und Kabarettveranstaltungen mit Künstlern, meist aus dem deutschen Raum, stattfinden, werden in der Akademie Konzerte und Theatervorstellungen von Studenten der Schauspielschule und Theatergruppen angeboten. Eine besondere Institution ist die Delitzscher Amateur-Theatergruppe. Das BAFF Theater Delitzsch e. V. gründete sich Anfang der neunziger Jahre und ist eine generationsübergreifende Begegnungsstätte für bildende Kunst, Literatur, Musik und Theater. Der Theaterverein gehört zum Landesverband Amateurtheater Sachsen e. V. und hatte im Jahr 2010 mehr als 75 aktive Mitglieder.
Delitzsch hat eine reichhaltige Musiktradition, die bereits im 19. Jahrhundert einsetzte. In der Stadt existieren zwei Orchester und drei Gesangsvereine. Einer der bekanntesten und ältesten Musikvereine der Stadt ist der 1954 gegründete Schulze-Delitzsch-Männerchor e. V. mit 45 Mitgliedern. Er ging aus der im Jahr 1885 gegründeten Arion Gesangsverein hervor, die bis zum Zweiten Weltkrieg bestand und sich durch die Neugründung im Jahr 1954 unter dem Namen Männer-Chor Delitzsch erneut etablierte. Am 10. Mai 1957 erhielt der Chor seinen heutigen Namen. Eng verbunden mit dem Männerchor ist der Schulze-Delitzsch-Frauenchor e. V. mit 32 Mitgliedern. Er wurde im Januar 1966 als Partnerchor gegründet. Besonders während der Anfangsjahre gaben beide Chöre viele gemeinsame Konzerte, entwickelte der Frauenchor jedoch ab 1975 auch ein eigenes spezifisches Repertoire, aufgrund des Organisationsumfangs beider Chöre. Seit 1993 gibt es den Oskar-Reime-Schulchor des Christian-Gottfried-Ehrenberg-Gymnasiums, in dem 46 Sängerinnen und Sänger aktiv sind. Jährlich werden Reisen zu anderen Schulchören oder nationalen Wettbewerben unternommen und Konzerte organisiert.
Zu den Orchestern der Stadt zählen die Delitzscher Stadtmusikanten e. V. (gegründet 1961) mit 16 und der Blasmusikverein Schenkenberg e. V. (gegründet 1961) mit 33 Mitgliedern. Beide Orchester haben sich der böhmisch-mährischen Blasmusik verschrieben.

### Sport und Sportanlagen
Zu den mitgliederstärksten Sportvereinen zählen der 1949 gegründete und über 650 Mitglieder umfassende ESV Delitzsch e. V. sowie der 2004 gegründete VitaMed-Zentrum für Gesundheitssport e. V. mit circa 2.400 Vereinsmitgliedern. Zum ESV Delitzsch gehören die Abteilungen Fußball, Volleyball, Tischtennis, Turnen, Boxen und Faustball während sich das VitaMed-Zentrum insbesondere auf den Gesundheits- und Rehasport spezialisiert.
Über die Region hinaus bekannt ist vor allem der 1994 gegründete Traditionsverein 1. SV Concordia Delitzsch, der aus der Handballabteilung des ESV Delitzsch hervorgegangen ist. 1997/98 stieg die Mannschaft nach zweijähriger Spielzeit in der Regionalliga in die 2. Handball-Bundesliga auf. In den Jahren 2004/05 gelang der Aufstieg in die 1. Handball-Bundesliga. In der höchsten Spielklasse erwies sich jedoch die Konkurrenz als zu stark, so dass der Verein ab der Saison 2006/2007 wieder in der 2. Handball-Bundesliga Süd spielte. Aufgrund gewachsener Finanznot meldete der Verein am 19. Juli 2010 Insolvenz an. Wenige Wochen nach dem Insolvenzantrag kam es zur Gründung des neuen Handballvereins NHV Concordia Delitzsch 2010 e. V., der seitdem in der Sachsenliga spielt. Auch der GSVE Delitzsch ist als Volleyballverein überregional bekannt. 2003 gelang der ersten Herrenmannschaft der Aufstieg in die 2. Bundesliga Süd. Durch einen zweiten Platz in der Saison 2005/06 gelang der Aufstieg in die 1. Bundesliga. Dieser Erfolg hielt nur eine Saison, sodass der GSVE seit 2007 wieder in der 2. Liga spielt.
Den Fußball vertreten der 1. FC Delitzsch 2010 e. V. und die Abteilung Fußball des ESV Delitzsch e. V., die in der siebthöchsten beziehungsweise sechsthöchsten deutschen Fußballklasse spielen. Die Heimspiele der Mannschaften finden im Stadion der Eisenbahner beziehungsweise im Loberstadion statt. Auch Kampfsportarten werden in Form von Judo (Delitzscher Sportfüchse e. V.) und Taekwondo (Korean Tigers 1989 e. V.) in der nordsächsischen Stadt ausgeübt. In Fachkreisen ist Delitzsch auch durch seine Radsportvereine RV Germania Delitzsch 1891 e. V. und den HALLZIG EXPRESS e. V. bekannt. Der RV Germania Delitzsch 1891 e. V. mit etwa 50 Mitgliedern nahm schon an internationalen Veranstaltungen wie dem UCI Rad Masters in Österreich teil. Ein weiterer Verein ist der 1958 gegründete Tauchclub Delitzsch e. V., dessen Trainingsort an der Förstergrube in Sandersdorf ist. Der Delitzscher Tennisclub 1921 e. V. kann auf eine über neunzigjährige Geschichte zurückblicken und ist damit einer der ältesten Sportvereine der Stadt. Die Tennisanlage östlich des Schlossbergs besitzt sechs Plätze, auf denen vor allem zu DDR-Zeiten große Erfolge gefeiert wurden.
Das Kultur- und Sportzentrum Delitzsch (KSZ) ist das größte Sportareal der Stadt. Auf dem Gelände des KSZ befindet sich eine Mehrzweckhalle mit 800 Sitzplätzen und 300 Stehplätzen. Weitere Aktivitäten ermöglichen eine Weitsprunggrube, vier 100-m-Laufbahnen, eine Weitwurfanlage sowie je ein Fußball- und Basketballplatz. Weitere acht Sporthallen (darunter eine Judo- und eine Boxhalle), mehrere Rasenfußballplätze und das örtliche Freibad erweitern das Sportangebot der Kreisstadt. Zudem bietet die seit Juni 2003 vom Wassersportzentrum ALL-on-SEA bewirtschaftete Schladitzer Bucht südlich von Delitzsch in der Sommersaison alle dort möglichen Wasser- und Strandsportarten an.

### Kulturelle Veranstaltungen

Peter & Paul Fest – Nachstellung des Dreißigjährigen Krieges

Jedes Jahr finden regelmäßig zahlreiche traditionelle Feste, Festivals und Führungen statt. Die größte jährlich wiederkehrende Veranstaltung ist das Peter & Paul Fest, das von der Peter&Paul Veranstaltungs GmbH organisiert wird. Es findet immer am Wochenende nach dem Peter-und-Paul-Tag (29. Juni) an drei aufeinander folgenden Tagen statt. Seit 1990 zieht es jedes Jahr Tausende Zuschauer in die Altstadt. Eröffnet wird das Fest durch den sogenannten Apfelbiss an der Stadtkirche St. Peter und Paul, bei dem Adam in einen Apfel beißt, den ihm Eva reicht. Dieses mechanische Schauspiel ist immer um 12 Uhr jeden Festtages oberhalb der Turmuhr dargestellt. Während der drei Veranstaltungstage sind in der gesamten Innenstadt Stände, Bühnen und historische Darsteller zu sehen. Ein Höhepunkt der dreitägigen Veranstaltung ist der historische Festumzug, ein Rundkurs durch die Altstadt, der 2009 mit über 1.300 Teilnehmern einer des größten in Mitteldeutschland war.

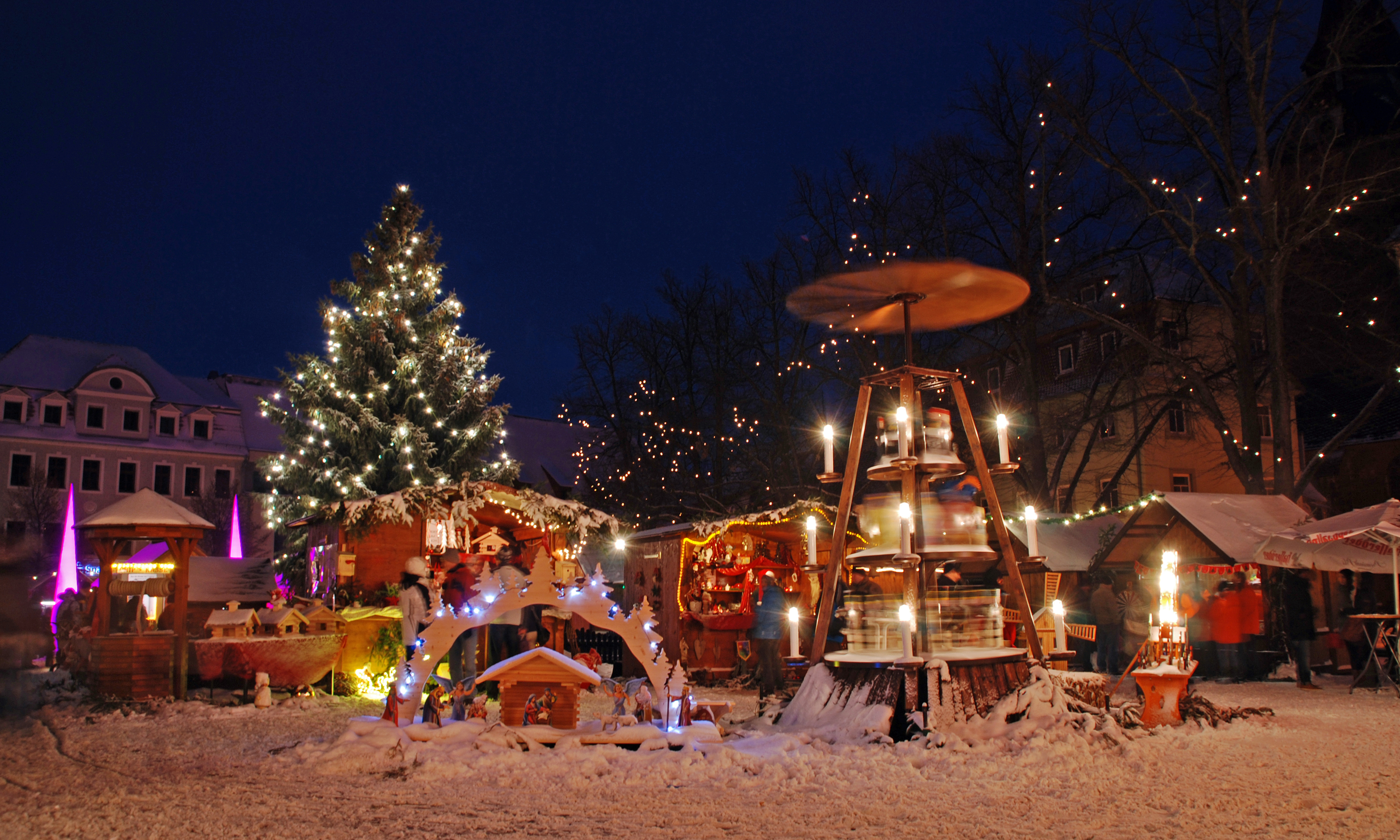
Adventsmarkt

Ein weiteres historisches Festival ist das Schlossfest, das seit 2002 im Spätfrühling auf dem Barockschlossareal stattfindet. Zu diesem Anlass werden Führungen durch die Gewölbe des Schlosskellers und durch die Museumsräume angeboten. Zudem werden zusätzlich barocke Tänze und historische Spiele geboten. Eine mit dem Schloss verbundene Diskussionsrunde sind die Kamingespräche im Barockschloss, welche als Veranstaltungsreihe zu Themen der Zeitgeschichte von der Sächsischen Landeszentrale für politische Bildung unterstützt werden. Wolfgang Leonhard und Friedrich Schorlemmer konnten in der Vergangenheit als Teilnehmende gewonnen werden. Am Tag der Senioren, den die Stadtverwaltung mit vielen Vereinen einige Male im Mai durchführte, informieren sich ältere Leute und deren Angehörige über einschlägige Produkte und bei Vorträgen über Rente, Gesundheit im Alter und den Umgang mit Computern. Weitere jährliche Veranstaltungen sind die Nacht der Türme im März, die Tag der offenen Gartentür im Juni und September, der Tag der Vereine im September (alle zwei Jahre), die Delitzscher Wiesn im Oktober und der Adventsmarkt im Dezember.

## Wirtschaft und Infrastruktur
Vom sächsischen Staatsministerium des Innern im Bericht zur Raumordnung und Landesentwicklung ist Delitzsch als Mittelzentrum ausgewiesen und bildet als solches den nördlichen Rand des Wirtschaftsraumes Leipzig-Halle, welcher wiederum zur Metropolregion Mitteldeutschland gehört.
Im Juni 2015 arbeiteten 17.619 sozialversicherungspflichtige Beschäftigte in der Stadt, während davon 10.008 Arbeitnehmer dort ihren Erstwohnsitz hatten. Delitzsch selbst ist eine Auspendlerstadt, dabei stehen 5964 Auspendlern gut 3864 Einpendlern gegenüber. Auffällig ist dabei die enge Verflechtung mit den angrenzenden Nachbarregionen.
Im verarbeitenden Gewerbe waren im Juni 2015 etwa 1260 Personen in 12 Unternehmen, im Baugewerbe über 500 Beschäftigte in 34 Betrieben und im öffentlichen Dienst rund 230 Arbeitnehmer beschäftigt. Daten zur Arbeitslosigkeit in der Stadt selbst werden nicht erhoben. Im Geschäftsbereich Delitzsch/Eilenburg der Agentur für Arbeit, der den ehemaligen Landkreis Delitzsch umfasst, lag die Arbeitslosenquote im September 2013 bei 9,1 %, wobei die Quote im Bereich der Geschäftsstelle Delitzsch nur 8,9 % betrug. Sie lagen damit 0,3 beziehungsweise 0,1 Prozentpunkte über dem sächsischen Durchschnitt.
Die Bedeutung des Fremdenverkehrs ist eher gering. Aufgrund der räumlichen Nähe zu den Tourismuszentren Leipzig und Halle verzeichnet Delitzsch jedoch seit geraumer Zeit eine jährliche Zunahme von Tagesbesuchern, Kurzurlaubern und Fahrradtouristen. So nahmen die Gästeübernachtungen von 17.831 (2000) über 32.984 (2006) auf 44.323 (2013) zu und das bei nur leicht gestiegener Bettenanzahl von 288 (2000) auf 304 (2013) und gleich vielen (6) Beherbergungsstätten.

### Ansässige Unternehmen
Über 1900 Unternehmen sowohl im Produktions- als auch Dienstleistungsgewerbe haben ihren Sitz oder eine Niederlassung in der Stadt. Den Großteil davon bilden Kleinstbetriebe mit weniger als 10 Mitarbeitern. Hinzu kommen etwa 52 kleine und mittlere Unternehmen, als auch 4 Großunternehmen mit 100 bis 500 Mitarbeitern (Stand: 2012). Wichtige Wirtschaftszweige und Arbeitgeber sind dabei neben der Lebens- und Genussmittelindustrie, das Bauhandwerk und der Maschinenbau sowie öffentliche Dienst. Im Stadtgebiet entfällt eine Fläche von etwa 75 Hektar (165 Hektar mit Abbauland) auf Betriebs- und gut 5.004 Hektar auf Landwirtschaftsflächen.
Ein bei den Verbrauchern bekannter Arbeitgeber ist die Delitzscher Schokoladenfabrik GmbH. Ihre Anfänge gehen auf das Jahr 1894 zurück, als der Unternehmensgründer Albert Böhme und sein Schwager Karl Hommel am heutigen Produktionsstandort mit der Süßwarenherstellung begannen. 1906 wurde der Familienbetrieb zur Aktiengesellschaft, während der Teilung Deutschlands verstaatlicht und war nach der Wende Tochterunternehmen der Wissoll. Zu Zeiten der DDR fungierte der Betrieb VEB Vereinigte Süßwarenwerke Delitzsch/Eilenburg/Bergwitz zwischen 1980 und 1988 als Stammbetrieb des VEB Kombinat Süßwaren Delitzsch. Ab 2006 wieder selbstständig musste der Betrieb im Juni 2008 Insolvenz anmelden. Im Oktober übernahm die Halloren Schokoladenfabrik AG das Werk. Mit seinen 160 Mitarbeitern stellt das Tochterunternehmen neben den eigentlichen Hallorenprodukten auch weiterhin Güter aus dem Sortiment der ehemaligen Handelsmarke Böhme und Delitzscher her.
Ein Traditionsunternehmen ist das 1908 gegründete Ausbesserungswerk Delitzsch. Zwischen Januar 2010 und Mitte 2016 war es ein Tochterunternehmen und deutscher Hauptsitz der schwedischen Aktiengesellschaft EuroMaint. Im Jahr 2016 wurden die deutschen Standorte von Euromaint durch die Iberia Industry Capital Group übernommen und firmieren als RailMaint Service and Solutions Group oder kurz als RailMaint GmbH. Mit ihren knapp 300 Beschäftigten hat sich die Firma seit ihrer Gründung zu einem Wartungszentrum für die Revision, Modernisierung und den Neubau von schienengebundenen Personenfahrzeugen sowie deren Komponenten entwickelt.

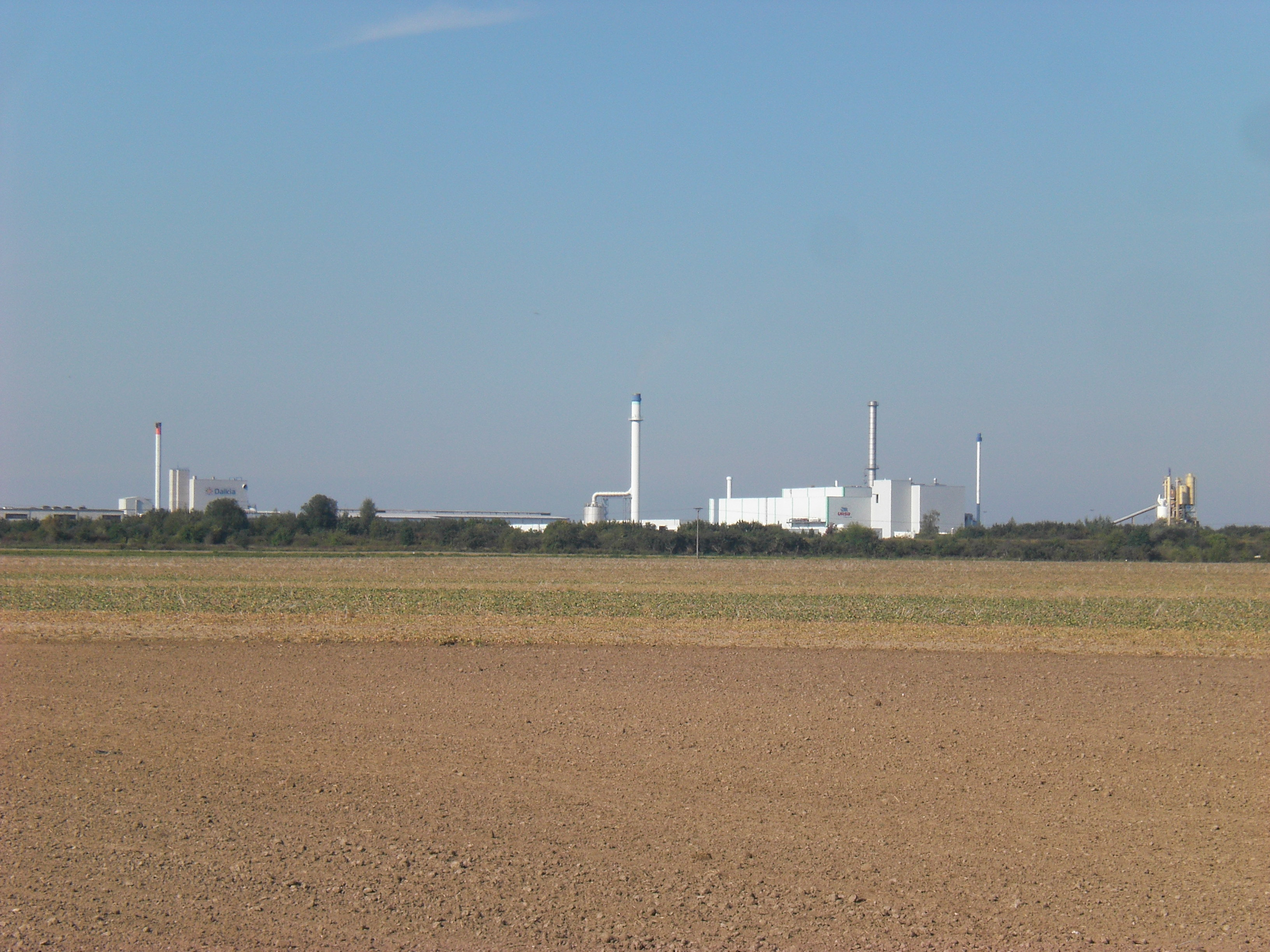
Gewerbe- und Industriegebiet Südwest

Bereits 1817 übernahm Carl Christian Freyberg die Apotheke „Zum weißen Adler“ am Marktplatz. Bis zum Ende des 19. Jahrhunderts spezialisierte er sich dabei auf die Produktion von Tierarznei-, Ratten- und Mäusebekämpfungs- sowie Pflanzenschutzmittel. 1896 wurden die Produkte unter der Marke Delicia patentiert. Durch die Unternehmensvergrößerung entstanden von 1936 bis 1941 neue Produktionsanlagen am östlichen Stadtrand, die noch heute bestehen. 1997 übernahm Frunol Gesellschaft für Produktion und Vertrieb mbH aus Unna die Delicia und gründete die Frunol Delicia GmbH. Heute stellt das Unternehmen Produkte zur Schädlingsbekämpfung, zum Pflanzenschutz und Vogelfutter für den internationalen Markt her.
Nach der Wiedervereinigung Deutschlands wurden zwischen 1990 und 2000 mehrere neue Gewerbe- und Industrieflächen an Kernstadt- sowie an Ortsteilrändern erschlossen. Die größten Wirtschaftsgebiete bilden dabei das Gewerbe- und Industriegebiet Südwest (Kernstadt), das  GI Am Stadtforst (OT Spröda) sowie der Energie- und Gewerbepark Delitzsch (OT Benndorf). Neben der Ansiedlung von unterschiedlichen Produktionsunternehmen wurden hier unter anderem nach 2010 großflächige Solaranlagen errichtet. Im Zusammenhang mit der Neuerschließung kam es unter anderem im G&I Südwest zur Ansiedlung von international agierenden Firmen.
So haben der spanische Dämmstoffhersteller Ursa (seit 1993/94) und der irische Verpackungsproduzent Smurfit Kappa Group eine Niederlassung in der Stadt. Ursa produziert mit seinen 200 Mitarbeitern Mineral- und Hartschaumdämmstoffe sowie Produkte für die Steildachdämmung. Die Kernprodukte des 185 Mitarbeiter umfassenden Smurfit Standorts, liegen in der Herstellung von Wellpappe, Karton und anderen auf Holzschliff basierenden Verpackungen.

### Energie

#### Energiesparstadt
Die bewusste Nutzung und Förderung von erneuerbaren Energien sowie die Aufstellung eines kommunalen Energie- und Klimaberichts ermöglichen der Stadt stromenergieautark zu arbeiten. So erzeugen jährlich dreizehn Windkraftanlagen (9,92 Megawatt), eine Biogasanlage (340 Kilowatt), ein Blockheizkraftwerk (2,7 Megawatt) und zwei Biomasseheizkraftwerke (je 20 Megawatt), zusammen etwa 340.000 Megawattstunden Elektroenergie. Dem gegenüber steht ein jährlich geschätzter städtischer Verbrauch von 130.000 Megawattstunden. Hinzu kommt zudem die Solarenergie (etwa 2082 Watt Peak/Stand: 07/2010), welche beispielsweise über Photovoltaikanlagen an öffentlichen Gebäuden, wie der Grundschule Ost oder des Bürgerhauses erzeugt wird. Außerdem entstand von Juli bis September 2012, auf einer 46 Hektar großen Fläche im Gewerbegebiet Südwest, der Solarpark Delitzsch. Das 40 Millionen Euro teure Projekt des Betreibers Enerparc AG produziert mit seinen 140.000 Modulen, rund 32 Megawatt Strom.

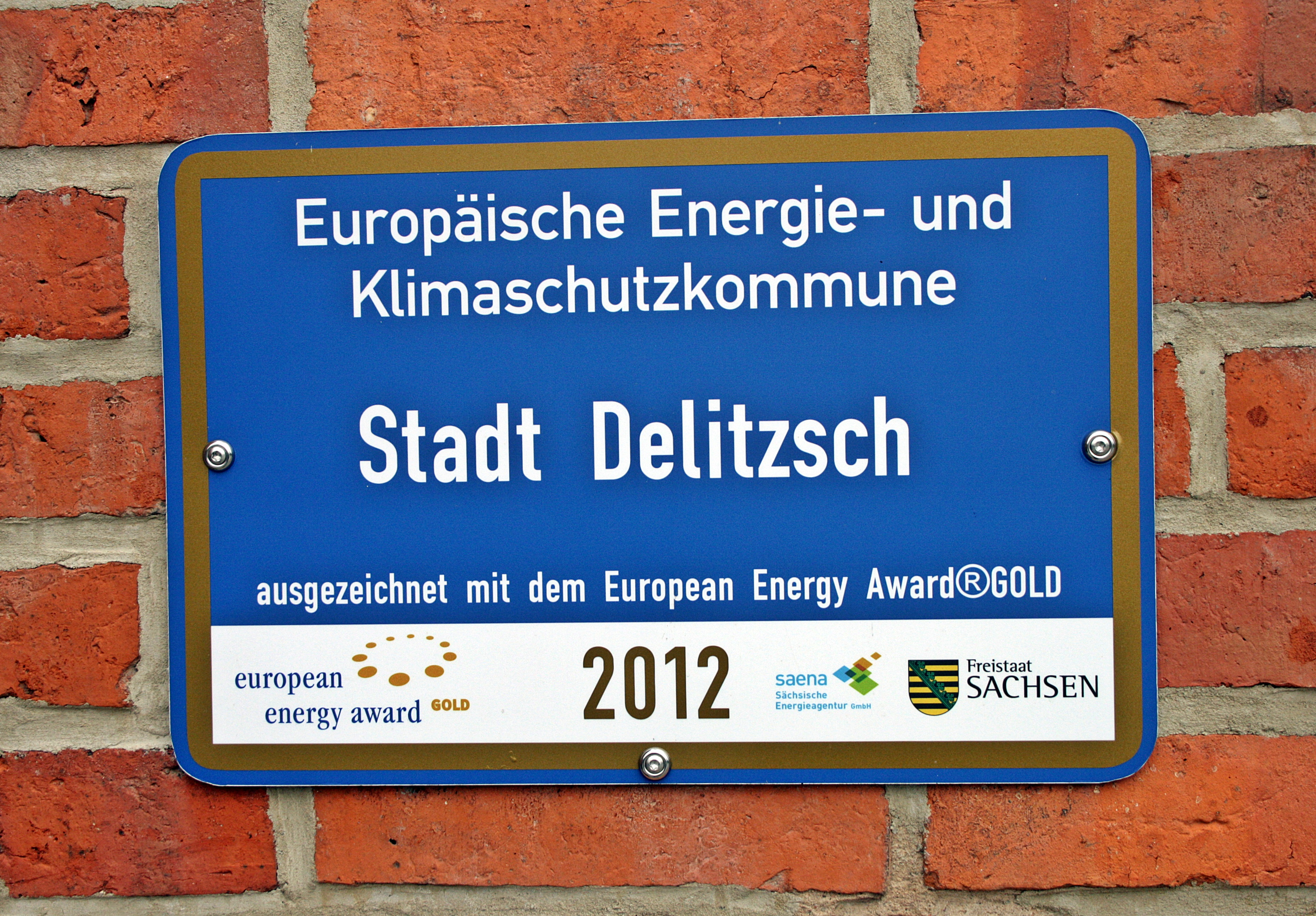
European Energy Award (2012)

Infolge der Teilnahme am European Energy Award (eea) verfügt die Stadt seit 2006 über ein eigenes Energiegremium, welches jährlich die kommunalen Energie- und Klimaschutzaktivitäten analysiert und bewertet. Bei offen stehenden Potenzialen wird ein energiepolitischer Arbeitsplan erstellt und die dort verbindlich festgeschriebenen, priorisierten Maßnahmen in Form von Projekten schrittweise umgesetzt. Erreicht die Kommune beim externen Audit (Erfolgskontrolle) mindestens 50 Prozent des Zertifizierungsgrades, erhält sie die Auszeichnung in Silber (eea-Partner mit Auszeichnung) – wie in den Jahren 2007 und 2010 –, ab 75 Prozent in Gold (eea-Partner mit Auszeichnung Gold) – wie in den Jahren 2012 und 2015. Honoriert wurde die Stadt bereits unter anderem für den Ausbau des kommunalen Radwegnetzes sowie von Solaranlagen, als auch für die energetische Sanierung öffentlicher Gebäude. Ziel der Teilnahme ist neben der strukturierten und nachhaltigen Umsetzung von Klima- und Effizienzzielen auch die transparente Darstellung und Messbarkeit des städtischen Engagements.
Im September 2010 wurde Delitzsch mit dem Projekt („Gemeinsam auf dem Weg in die energieeffiziente urbane Moderne“), in Kooperation mit der Universität Leipzig und dem Helmholtz-Zentrum für Umweltforschung, von der damaligen Bundesforschungsministerin Annette Schavan als eine von fünf Energieeffizienten (Modell-)Städten ausgezeichnet. Kernpunkt des Projekts war dabei die Einrichtung eines akteursorientierten Energiemanagementsystems. Dabei sollen private und öffentliche Bau- bzw. Sanierungsvorhaben auf Stadtteilebene, in Kooperation mit dem kommunalen Energiemanager realisiert werden und ein Netzwerk mit regionalen Arbeitspartnern aufgebaut werden. Um die prämierten Ansätze weiterzuentwickeln und auf ihre Praxistauglichkeit zu überprüfen, erhielt die Stadt bis 2016 eine jährliche finanzielle Unterstützung. Grund für den Bundeswettbewerb war die Suche nach einem nachhaltigen und auf andere Städte übertragbaren Konzept, mit welchem der kommunale Klimaschutz zukünftig gefördert werden kann.
Im November 2016 erhielt die Stadt den deutschen Nachhaltigkeitspreis in der Kategorie: Deutschlands nachhaltigste Stadt mittlerer Größe 2016. Entscheidend für die Auszeichnung war u. a. die intensive Kommunikation und Zusammenarbeit mit den Einwohnern in verschiedenen Netzwerken, die Strom- und Wärmeerzeugung sowie dessen Nutzung aus Solar- und Geothermie nach Neubau- und Sanierungsmaßnahmen, das integrierte Verkehrskonzept und die eigenständige Koordination der Flüchtlingsarbeit.

#### Energieversorgung
Seit der Gründung 1991 sind die Stadtwerke Delitzsch (SWD), der kommunale Fernwärmeversorger. Im Jahr 1995 erfolgte zusätzlich die Stromversorgungsübernahme von der Westsächsischen Energie AG (WESAG). Nach dem Zusammenschluss der Gasversorgung Delitzsch GmbH und Delitzsch Netz GmbH mit den Stadtwerken, übernahmen diese im September 2014 die städtische Gasversorgung und den Betrieb der Strom-, Gas- und Wärmenetze. Beliefert werden etwa 17.900 Privathaushalte und Kleingewerbekunden sowie 20 Industriekunden. Gesellschafter der SWD sind mit 51,2 Prozent die Wohnungsgesellschaft der Stadt Delitzsch mbH, mit 30,5 Prozent die Gelsenwasser Stadtwerkedienstleistungs GmbH und die envia Mitteldeutsche Energie mit 18,3 Prozent.
Im Juni 2024 begannen Bauarbeiten für eine Solarthermie-Anlage, die in das Fernwärmenetz einspeisen und um Solare Fernwärme erweitern soll. Zukünftig sollen pro Jahr knapp 2,5 GWh Solarwärme produziert werden.
Für die öffentliche Wasserversorgung ist seit dem 28. Juli 1993 die Delitzsch-Rackwitzer Wasserversorgung (DERAWA) zuständig. Nach zwölfjähriger Planungszeit, entstanden 1989 auf dem Betriebsgelände des ersten Delitzscher Wasserwerks von 1903, Frischwasserspeicher, Hochbehälter, Aufbereitungsanlagen und Schalträume der DERAWA. Bis zur Übernahme der technischen und kaufmännischen Betriebsführung des neuen Wasserwerks durch den Zweckverband im Jahr 2005, wurde diese Abteilung von den Stadtwerken Delitzsch (damals noch: Technische Werke Delitzsch) übernommen. Das Versorgungsgebiet umfasst etwa 50.000 Einwohner sowie die darin gelegenen Industrie-, Gewerbe-, Handels-, Landwirtschaftsbetriebe und erstreckt sich über den gesamten städtischen Raum und die angrenzenden Gemeinden und Städte. Das Wasserwerk bezieht sein Trinkwasser aus einer Quelle in der Prellheide, südwestlich von Bad Düben. Es verfügt über drei Reinwasserbehälter mit je 5.000 Kubikmeter, deren Trinkwasser über ein 567 Kilometer langes Leitungsnetz zu den etwa 12.000 Abnehmeranschlüssen im gesamten Versorgungsgebiet transportiert wird.

### Verkehr

#### Bahnverkehr
Delitzsch ist ein regionaler Eisenbahnknoten mit zwei Durchgangsbahnhöfen. Hierzu zählen der Untere Bahnhof (früher: Berliner Bahnhof) an der Bahnstrecke Bitterfeld–Leipzig und der Obere Bahnhof (früher: Sorauer Bahnhof) an der Bahnstrecke Halle–Cottbus. Beide Verkehrsstationen liegen in der Tarifzone 165 des Mitteldeutschen Verkehrsverbundes und werden werktags von durchschnittlich 2.750 bis 5.500 Fahrgästen genutzt.
Seit der Eröffnung des City-Tunnels in Leipzig im Dezember 2013 ist der Untere Bahnhof und seit Dezember 2017 auch der Obere Bahnhof ein Haltepunkt der S-Bahn Mitteldeutschland. Halbstündlich halten am Unteren Bahnhof die Züge der Linie S 2 nach Leipzig und Bitterfeld. Parallel dazu, um 10–15 Minuten versetzt, fahren Züge der Linie RE13 stündlich auf der Strecke Magdeburg–Dessau–Bitterfeld–Delitzsch–Leipzig. Am oberen Bahnhof verkehren wochentags die Züge der Linie S 9 im Stundentakt nach Halle und Eilenburg, am Wochenende alle zwei Stunden. Damit ist Delitzsch an die nahen Fernverkehrsknoten Halle und Leipzig angebunden.
Die am 2. Mai 1902 erstmals eröffnete und zuletzt 37 Kilometer lange Delitzscher Kleinbahn, welche im damaligen preußischen Landkreis Delitzsch zahlreiche Orte, die abseits der Kreisstadt lagen, verband und auch Teile des großen Braunkohlenreviers zwischen Delitzsch und Leipzig durchzog, wurde 1973 stillgelegt.

#### Busverkehr
Der öffentliche Personennahverkehr wird unter anderem durch den PlusBus des Mitteldeutschen Verkehrsverbund erbracht. Folgende Verbindungen führen, betrieben von der Nordsachsen Mobil, ab Delitzsch:
- Linie 207: Delitzsch ↔ Zschortau ↔ Radefeld ↔ Schkeuditz ↔ Papitz
- Linie 210: Delitzsch ↔ Spröda ↔ Löbnitz ↔ Tiefensee ↔ Bad Düben

Die Zentralhaltestelle ist der Omnibusbahnhof am Unteren Bahnhof. Der Stadtverkehr auf den Linien A und B verkehrt wochentags halbstündlich, an Samstagen stündlich sowie die Linien C und D verkehren montags bis samstags stündlich, an Sonn-/Feiertagen ruht der Verkehr. Am Unteren Bahnhof sind sie alle mit dem Bahnverkehr abgestimmt.

#### Fahrradverkehr

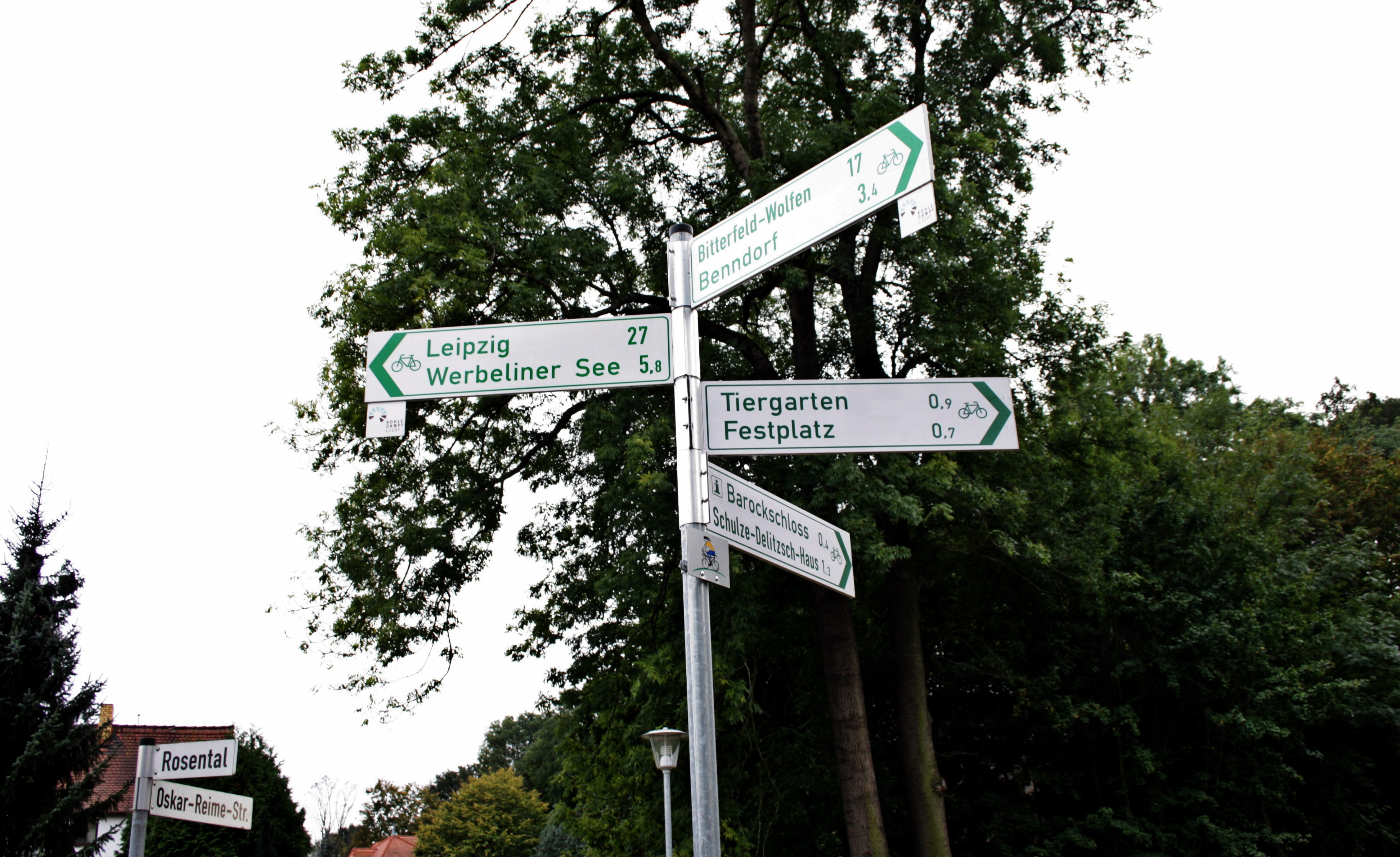
Entfernungstafel für Fahrradfahrer

Verschiedene Radfernwege haben ihren Ausgangspunkt im Stadtgebiet oder führen über dieses. Die Fürstenstraße der Wettiner ist ein rund 3330 Kilometer langer Radfernweg der auf seinem Weg durch das ehemalige Regierungsgebiet der Wettiner insgesamt fünf Bundesländer und Teile Polens durchquert und an dessen Hauptroute Delitzsch liegt. Über die 24 Kilometer lange Fahrradroute Delitzsch–Hohenprießnitz existiert ein Anschluss an den Mulderadweg von Dessau nach Holzhau.
Zu Ehren der Genossenschaftsgründer Hermann Schulze Delitzsch und Friedrich Wilhelm Raiffeisen wurde der 31 Kilometer lange Raiffeisen-Schulze-Delitzsch-Radweg von Delitzsch nach Bad Düben angelegt, welcher in der Kurstadt auf den 30 Kilometer langen Mühlenweg Delitzsch–Eilenburg und den Mulderadweg trifft. Die Kohle-Dampf-Licht-Route ist ein 120 Kilometer langer Radweg von Lutherstadt Wittenberg nach Markkleeberg, an dem die mitteldeutsche Industriekultur durch mehrere Denkmäler der regionalen Bergbaugeschichte veranschaulicht wird.

#### Straßenverkehr

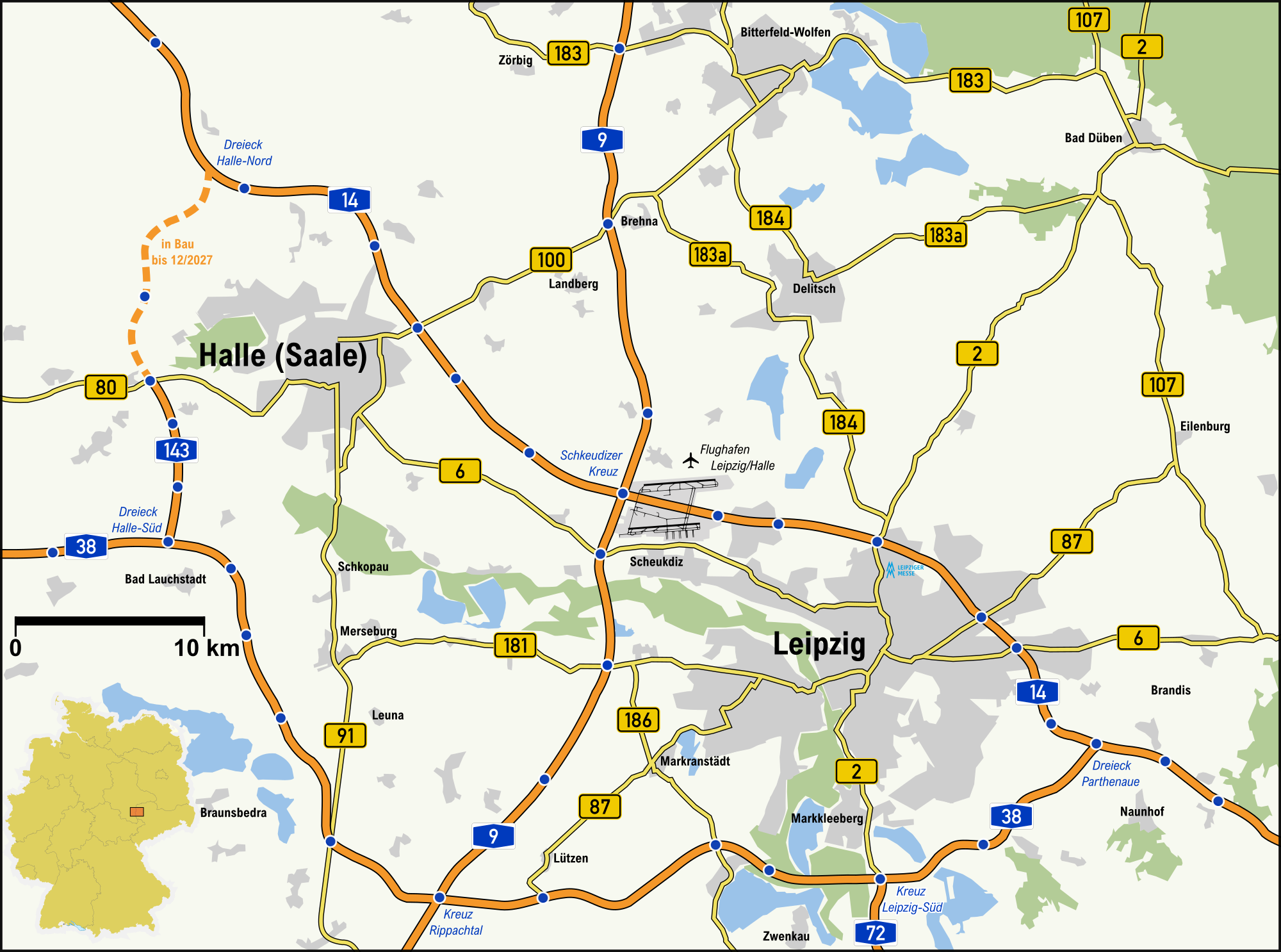
Delitzschs Straßenverkehrsanbindungen

Die Stadt liegt an den Bundesstraßen Magdeburg–Dessau–Leipzig (B 184) und Brehna–Delitzsch–Bad Düben (B 183a). Zusammen bilden die Bundesstraße 184 und der östliche Stadtring eine geschlossene Stadtumfahrung um die Kernstadt und seine unmittelbar angrenzenden Ortsteile. Die B 183a geht nordwestlich der Stadtgrenze in die B 100 über, welche bei Brehna die A 9 (Berlin–Nürnberg–München) kreuzt. Südlich der Stadt fließt die B 184 mit der B 2 zusammen, welche folgend die A 14 (Dresden–Leipzig–Magdeburg) tangiert.
Zwischen Storkwitz und Kertitz nimmt die B 183a aus südlicher Richtung die Staatsstraße 2 auf, welche als weiterführende Staatsstraße von der Staatsstraße 1 abzweigt und nach Norden hin das Delitzscher Stadtgebiet erreicht. Aus südöstlicher Richtung verläuft die Staatsstraße 4 von Eilenburg über Krostitz nach Delitzsch. Bei Döbernitz tangiert sie mit dem Stadtring, wo sie folgend in die Eilenburger Chaussee übergeht. Zu den wichtigsten und verkehrsreichsten Straßen im Stadtgebiet zählen die Bitterfelder Straße, die Dübener Straße, die Eilenburger Straße, die Securiusstraße und die Bismarckstraße übergehend in Eilenburger Chaussee. Innerhalb der Stadt sind die meisten Straßen verkehrsberuhigt und verfügen über ausgebaute Fahrrad- und Fußgängerwege.

### Öffentliche Einrichtungen
Als Mittelzentrum und Große Kreisstadt hat Delitzsch neben der eigenen Stadtverwaltung auch Ämter, Dienststellen und Körperschaften des öffentlichen Rechts. Teile der Stadtverwaltung und das Stadtarchiv sind in einem ehemaligen Dienstgebäude des Frauenzuchthauses (Technisches Rathaus) am Schloss untergebracht. Der Oberbürgermeister hat seinen Sitz im Delitzscher Rathaus am Marktplatz, in dem sich ein weiterer Teil der Stadtverwaltung und das Ratsarchiv befinden. Nach der Kreisreform von 2008 wurde der Sitz des Landrats von Delitzsch nach Torgau verlegt. Die Stadt verfügt dennoch über eine Außenstelle des Landratsamtes Nordsachsen.
Delitzsch hat außerdem eine Agentur für Arbeit und ein Jobcenter in Trägerschaft des Bundes, eine Polizeidirektion mit den nachgeordneten Dienststellen der Verkehrs- und Kriminalpolizei, eine Freiwillige Feuerwehr und eine Außenstelle der Kreishandwerkerschaft Nordsachsen. Hinzu kommt der Hauptsitz der Unteroffizierschule des Heeres (USH), die als zentrale truppengattungsübergreifende Ausbildungseinrichtung für Unteroffiziere im Uniformträgerbereich Heer der Bundeswehr dient. Zu den kulturellen öffentlichen Einrichtungen zählen Bürgerhaus, Stadtbibliothek, Tierpark und das Freibad. Im Jahr 1999 wurde im Norden von Delitzsch das vom DRK geleitete und betriebene Jugendzentrum YOZ für die außerschulische Kinder- und Jugendarbeit eröffnet.

### Gesundheitswesen

Kreiskrankenhaus (Südseite)

Die Klinik Delitzsch der Kreiskrankenhaus Delitzsch GmbH ist im sächsischen Krankenhausplan als ein Krankenhaus der Regelversorgung mit 150 Planbetten ausgewiesen. Von 2005 bis 2008 wurde die Klinik umfassend erweitert und modernisiert, wozu ebenso die Anschaffung modernster Medizintechnik gehörte. Es verfügt auf sechs Bettenstationen über die Fachabteilungen Innere (mit den Stationen Innere I – Herzmedizin, Innere II und Interdisziplinärstation III), Chirurgie (mit den Stationen Chirurgie I und Interdisziplinärstation III), HNO (mit einer Belegstation), Anästhesiologie und Intensivmedizin sowie diagnostische Radiologie. Hinzu kommen eine Notfallaufnahme und eine Intensivstation. Die Kreiskrankenhaus Delitzsch GmbH beschäftigt an ihren zwei Standorten (Delitzsch & Eilenburg) knapp 1.000 Mitarbeiter und behandelt jährlich in ihren Kliniken über 25.000 Patienten. Seit 2008 fungiert sie als gemeinnütziges Tochterunternehmen des Landkreises Nordsachsen und ist seit 2012 Akademisches Lehrkrankenhaus der Universität Leipzig. Unmittelbar neben dem Klinikum Delitzsch befinden sich zwei separate städtische Ärztehäuser als medizinische Zentren für Ärzte verschiedener Fachrichtungen. Der Rettungsdienst wird im gesamten Stadtgebiet vom DRK-Kreisverband Delitzsch e. V. gestellt.

### Medien
In der Beethovenstraße befand sich bis Februar 2016 der Hauptsitz des privaten Lokalsenders Nordsachsen TV. Dieser produzierte ab 1995 ein wöchentlich wechselndes Programm mit Berichten aus den heutigen Landkreisen Nordsachsen, Leipzig und Anhalt-Bitterfeld. Mit sechs Kopfstellen erreichte der Lokalsender eine technische Reichweite von 20.000 angeschlossenen Kabelhaushalten und eine durchschnittliche Zuschauerzahl von 60.000 Menschen. Ab 14. Februar 2016 musste der Sendebetrieb aufgrund zu geringer Werbeeinnahmen eingestellt werden. Als regionaler Radiosender zählt das privat betriebene HaPPyFan-Internetradio, welches seit 2008 ein eigenes und unabhängiges ganztägiges Hörfunkprogramm pro Woche sendet. Einmal wöchentlich informiert eine Sendung aus dem Delitzscher Rathaus über das aktuelle Stadtgeschehen.
Die Leipziger Volkszeitung (LVZ) erscheint als einzige regionale Tageszeitung. Eine Lokalredaktion der LVZ befindet sich am Rossplatz. Produziert und gedruckt wird die LVZ von der Leipziger Verlags- und Druckereigesellschaft in Leipzig-Stahmeln. Die tägliche Auflage der LVZ für die Region Delitzsch-Eilenburg liegt bei rund 13.000 Stück. Das Amtsblatt wird vierzehntäglich von der Stadtverwaltung herausgegeben und enthält neben den amtlichen Bekanntmachungen auch Mitteilungen aus der Stadtverwaltung, von Vereinen sowie Religionsgemeinschaften und Kirchen. Verschiedene anzeigenfinanzierte Blätter (Delitzscher Rundschau, Nordsächsischer Wochenkurier, Sachsen-Sonntag u. a.) erscheinen wöchentlich und ergänzen die lokale Berichterstattung in Druckform.

### Bildungseinrichtungen

#### Bibliothek und Archiv

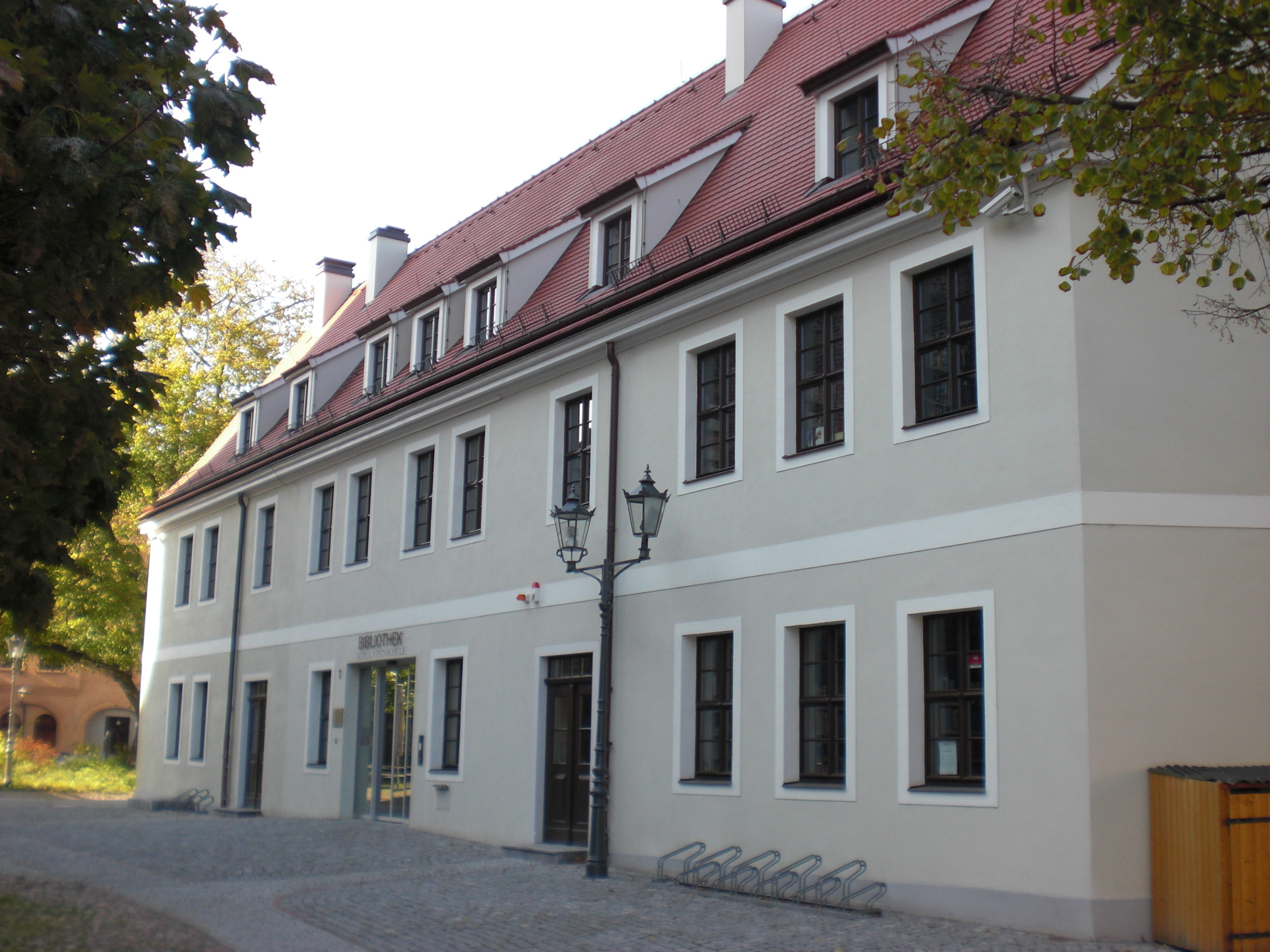
Stadtbibliothek Alte Lateinschule

Eine öffentlich zugängliche Bibliothek besteht bereits seit 1896. Von 1992 bis 2008 existierte diese in der Eilenburger Straße und zählte 2006 circa 48.500 Medieneinheiten, über 33.000 Besucher und etwa 133.000 Entleihungen. Seit dem Jahr 2009 befindet sich die Bücherei im ehemaligen Gebäude der Alten Lateinschule am Kirchplatz der St. Peter und Paul. Ursprünglich bestand das Gebäude aus zwei Teilhäusern. Der westliche Teil des Hauses entstand bereits 1426 als Lateinschule. Nach der Verlegung dieser Einrichtung im Jahr 1827, waren hier bis 1858 die städtische Mädchenschule und danach Wohnungen für Lehrer untergebracht. Der östliche Teil war bis 1567 Brauerbehaus, bevor die Stadt auch dieses Gebäude aber nur bis 1827 als Mädchenschule nutzte. Auf mehr als 400 Quadratmetern Fläche, verteilt auf drei Etagen, sind etwa 40.000 Bücher, Schriften und Datenträger untergebracht. Im Dachgeschoss befindet sich ein Lesesaal, welcher auch für kulturelle Veranstaltungen genutzt wird. Der 1998 gegründete Literatur-Stammtisch trifft sich dort monatlich und diskutiert beispielsweise über Neuerwerbungen der Bibliothek, Leseempfehlungen und Leseproben.
Im Stadtarchiv, das im Technischen Rathaus sowie im Schloss seinen Sitz hat, sind mehr als 100.000 Archivalieneinheiten über die Tätigkeiten aller städtischen Ämter, Eigenbetriebe, Einrichtungen und Beteiligungsgesellschaften gesammelt. Daneben befindet sich eine Bestandsübersicht über kommunale Bauakten und ein Personenstandsregister ab 1874. Weitere historische Archivalien über Delitzsch und seine Ortsteile befinden sich seit 1972 im Staatsarchiv Leipzig.

#### Schulen

Diesterweg-Grundschule

Die erste allgemeinbildende Schule entstand um 1426 als Knabenschule und wurde im 17. Jahrhundert erweitert, als wegen der allgemeinen Schulpflicht auch Mädchen die Schule besuchen mussten. Heute gibt es in der Stadt für ungefähr 3.300 Schüler neun öffentliche und drei private Schulen.
Allgemeinbildende Schulen
Delitzsch ist Standort von drei öffentlichen Grundschulen, in Trägerschaft der Stadt und der Evangelischen Grundschule Peter & Paul in Trägerschaft des Vereins Evangelisches Schulzentrum Delitzsch. An den Bildungsstandorten Diesterweg, Am Rosenweg und Delitzsch-Ost lernten im Schuljahr 2016/17 etwa 840 Schüler in 38 Klassen. Alle städtischen Schulen wurden im Zeitraum von 2005 bis 2013 umfassend saniert, modernisiert und erweitert.
Als weiterführende Schulen existieren die beiden Oberschulen Artur-Becker und Erasmus Schmidt sowie das Christian-Gottfried-Ehrenberg-Gymnasium. Die Oberschulen bieten neben der zweiten Fremdsprache ab Klassenstufe 7 den Profilunterricht Wirtschaft-Technik-Haushaltslehre sowie verschiedene Neigungskurse in den Bereichen Technik, Sport und Soziales an. In der Klassenstufe 10 kann der Vertiefungskurs Technik, Gesundheit und Soziales belegt werden. Beide Schulen befinden sich ebenfalls in kommunaler Trägerschaft und sind Lehrstandorte für 880 Schüler in 37 Klassen, die von 69 Lehrkräften (2016/2017) unterrichtet werden.

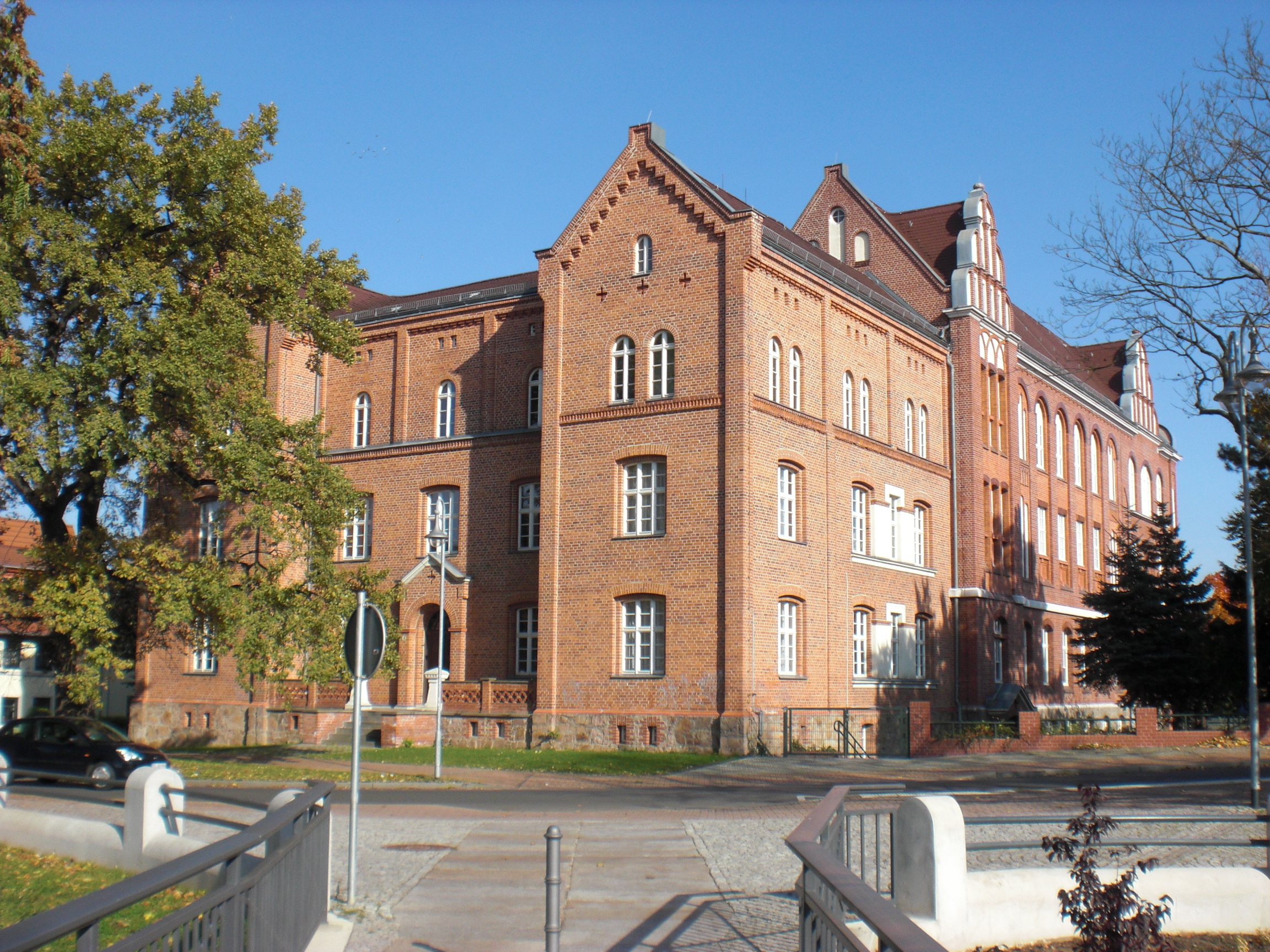
Christian-Gottfried-Ehrenberg-Gymnasium (Haus Ehrenberg)

Das Christian-Gottfried-Ehrenberg-Gymnasium ist mit seiner über 150-jährigen Geschichte nicht nur die älteste, sondern mit 867 Schülern in 28 Klassen (2016/17) auch eine der größten Bildungseinrichtungen im Stadtgebiet und Nordsachsens. Die Schule entstand 2003 nach dem Zusammenschluss der vormals eigenständigen Gymnasien Oskar-Reime und Ehrenberg. Der Unterricht findet in zwei räumlich getrennten Gebäudekomplexen am Wallgraben und in der Dübener Straße statt. Seit der Kreisreform vom 1. August 2008 befindet sich das Gymnasium in Trägerschaft des Landkreises Nordsachsen.
Für Schüler mit einem erhöhten Förderbedarf bestehen in Delitzsch zwei Bildungseinrichtungen. Die Pestalozzischule als Einrichtung zur Lernförderung sowie die Förderschule Rödgen, zur schulischen Förderung von körperlich und geistig Behinderten. Zusammen werden in beiden Schulen von 40 Lehrern 204 Schüler in 21 Klassen unterrichtet (2016/17).
Berufsschulen
Seit 1952 existiert das Berufsschulzentrum – Dr. Hermann Schulze-Delitzsch an der Karl-Marx-Straße, welches mit über 1.000 Schülern die größte Bildungseinrichtung ist. Innerhalb der Berufsschule wird in den Abteilungen gewerblicher, kaufmännischer und landwirtschaftlicher Bereich unterrichtet. Dort ist zusätzlich ein berufliches Gymnasium untergebracht. Durch bundesweite Ausstellungen, wie der Comtec Dresden (1997), Youth Media Düsseldorf (1999) und Expo 2000 konnte die Schule mit ihren Projekten auf sich als Bildungsstandort aufmerksam machen.
Erwachsenenbildung
In Delitzsch befindet sich der Sitz der Kreisvolkshochschule Nordsachsen mit ihren Geschäftsstellen in Eilenburg, Delitzsch, Bad Düben, Taucha, Schkeuditz, Torgau und Oschatz. Sie bietet Angebote in den Themenbereichen Gesellschaft, Kultur, Gesundheit, Sprachen und Beruf an. Im Gebäude des ehemaligen Oberen Bahnhofs Delitzsch, befindet sich seit 2008 der Sitz der privaten Theaterakademie Sachsen, welche mit etwa 30 Studenten die einzige Fachschule im Stadtgebiet ist. Angeboten wird eine interdisziplinäre Ausbildung zum Schauspieler, Musicaldarsteller oder Theaterpädagogen.
Sonstige Schulen
An der Außenstelle der Kreismusikschule „Heinrich Schütz“ Nordsachsen im Barockschloss können eine große Zahl an Streich-, Tasten-, Zupf-, Blech- und Holzblasinstrumenten sowie Tanz, Gesang und Schlagzeug erlernt werden.

#### Forschung
Auf dem Gelände der ehemaligen Zuckerfabrik im Süden der Kernstadt entsteht im Zuge des Kohleausstiegs das Forschungszentrum Center for the Transformation of Chemistry.

## Persönlichkeiten

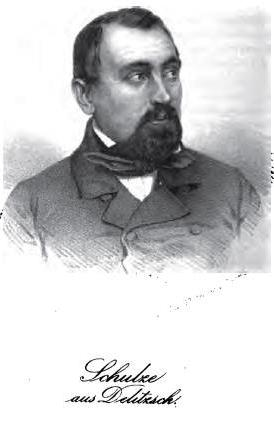
Hermann Schulze-Delitzsch

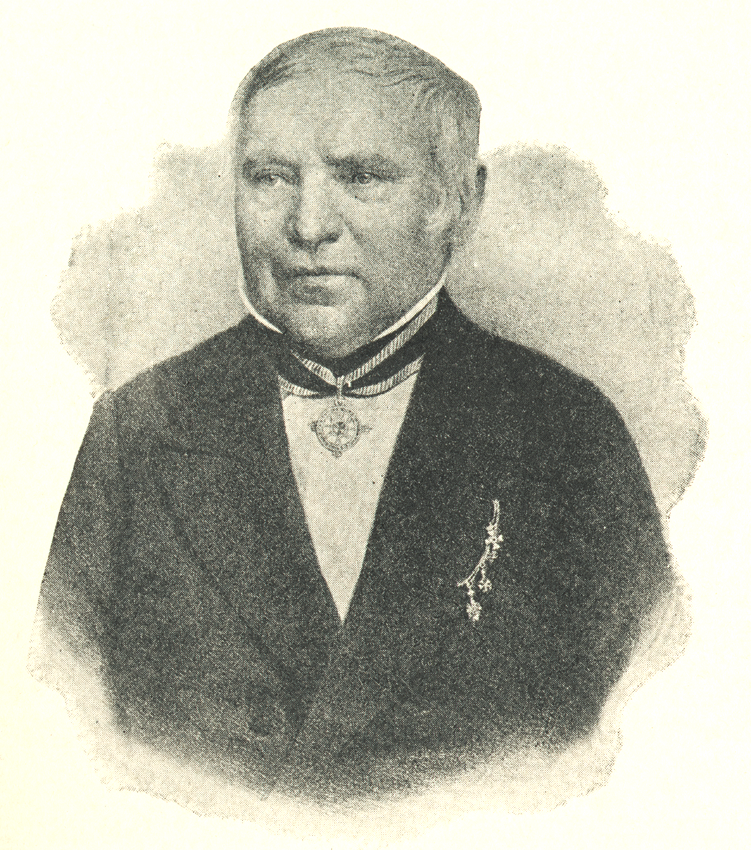
Christian Gottfried Ehrenberg

Der wohl bekannteste Sohn der Stadt war der Jurist und Politiker Hermann Schulze-Delitzsch (1808–1883). Schulze-Delitzsch wurde als Sohn des Bürgermeisters und Justizrates August Wilhelm Schulze im Haus Markt 14 geboren. Neben seinem Wirken im Bundes- und später im Reichstag bestand seine größte Leistung in der Gründung des deutschen Handwerkergenossenschaftswesens und der auf dem Solidarprinzip ihrer Mitglieder beruhenden Genossenschaftsbank. In seinem einstigen Gründerhaus in der Kreuzgasse 10 wurde ein Museum zu seinen Ehren eingerichtet. Ein weiterer über die Stadtgrenzen hinaus bekannt gewordener Wissenschaftler war der Bio-, Geo-, Öko- und Zoologe Christian Gottfried Ehrenberg (1795–1876). Ehrenberg zählt zu den bekanntesten und produktivsten europäischen Wissenschaftlern seiner Zeit und gilt als Begründer der Mikrobiologie. Neben Forschungsexpeditionen von 1820 bis 1825 im Nahen Osten und Nordafrika war er zudem Reisebegleiter von Alexander von Humboldt auf der Asienreise im Jahr 1829.
Auch in der jüngeren Zeit brachte die Stadt bekannte Wissenschaftler hervor, so beispielsweise den Mediziner Paul Walther Fürbringer, den Grafiker und Typografen Walter Tiemann, die Politikerin und Gewerkschaftsfunktionärin Anna Zammert und den Kunsthistoriker und Konservator Eberhard Ruhmer. Im Bereich der Rechtswissenschaften sind der Rechtswissenschaftler und Diplomat Augustin Strauch, der Jurist und Staatsanwalt Hermann Haußmann und der Studentenhistoriker Erich Bauer zu nennen. Aus Delitzsch stammen zudem viele Persönlichkeiten, die im Bereich der Bildung tätig waren. Dazu zählen der Mathematiker und Philologe Erasmus Schmidt, der Hochschullehrer und Dichter Christian Saalbach, der Gymnasiallehrer und Kulturkritiker Bernhard Förster sowie der Erfinder und Professor Helmut Schreyer, der an der Technischen Hochschule des brasilianischen Heeres in Rio de Janeiro unterrichtete.
Der ehemalige DDR-Fußball-Nationalspieler Ronald Kreer (1. FC Lokomotive Leipzig) stammt ebenfalls aus Delitzsch.